# Ferrocarril en Argentina

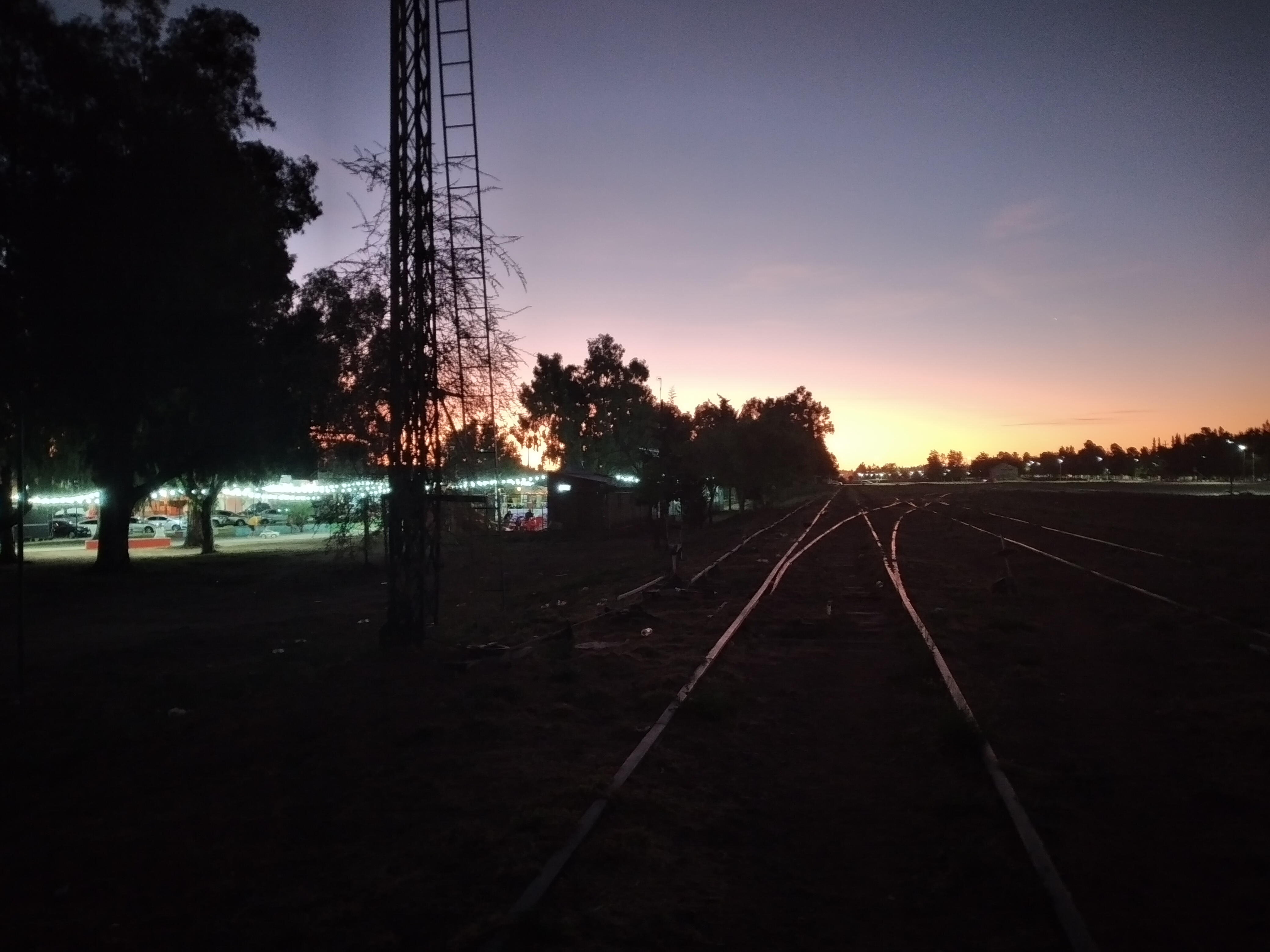
Vías férreas en Plaza Huincul

La red ferroviaria de Argentina es un conjunto organizado de vías férreas que comunica distintos lugares de este país.
La red ferroviaria llegó a tener una extensión máxima de 47 500 km de líneas férreas sencillas y dobles en 1957, aunque su crecimiento se había ralentizado décadas atrás en 1914, siendo su longitud de 38 411 km en el año 1930 y de 42 650 km en 1940.
Actualmente cuenta con un total 36.928 km de extensión. La clausura y desmantelamiento de varios ramales y el énfasis puesto en el transporte automotor entre las décadas de 1960 y 1990 fueron reduciéndola progresivamente hasta alcanzar el número ya mencionado.
- Vía ancha: 26.391 km de 1676 mm (149 km electrificados) (2014).
- Vía estándar: 2745,1 km de 1435 mm (41,1 km electrificados) (2014).
- Vía estrecha: 7534,3 km de 1000 mm (2020) y 402 km de 750 mm.
- Vía mixta: 150 km de 1676-1000 mm (2020).

Posee cuatro trochas distintas repartidas en 6 subredes principales:
- Ferrocarriles Sarmiento, Mitre, San Martín y Roca: suman un total de 26.391 km de trocha índica con 149 km electrificados, lo que la convierte en la trocha más abundante del país.

- Ferrocarril Urquiza: cuenta 2745,1 km de 1435 mm (41,1 km electrificados).

- Ferrocarril Belgrano: 7534,3 km de trocha métrica. Es la subred más extensa de las seis.

- La Trochita: línea de 402 km perteneciente a un tren turístico en Chubut con trocha de 750 mm.

Además cuenta con conexiones a Paraguay, Bolivia, Chile, Brasil y Uruguay. En la actualidad, la extensión de la red ferroviaria de carga en operación es de casi 18 000 km y 967 km para la red de pasajeros del área metropolitana de Buenos Aires.
El desarrollo de la red fue fomentado en un primer momento por capitales argentinos, sumándose al poco tiempo británicos y franceses en forma preponderante. Relacionada su expansión en gran medida con el modelo económico agroexportador basado en la producción agrícola y ganadera de la región pampeana, es allí donde se concentra la mayor cantidad de tendido férreo. Sigue un esquema radial donde las líneas principales confluyen en la ciudad de Buenos Aires.
El Estado tuvo también una importante participación en la expansión de la red ferroviaria mediante los llamados ferrocarriles de fomento, líneas que iban donde no resultaba rentable para las inversiones privadas. Buena parte de lo que posteriormente sería el Ferrocarril General Belgrano, el más extenso de la red, se construyó de este modo a cargo de la empresa Ferrocarriles del Estado.

## Historia

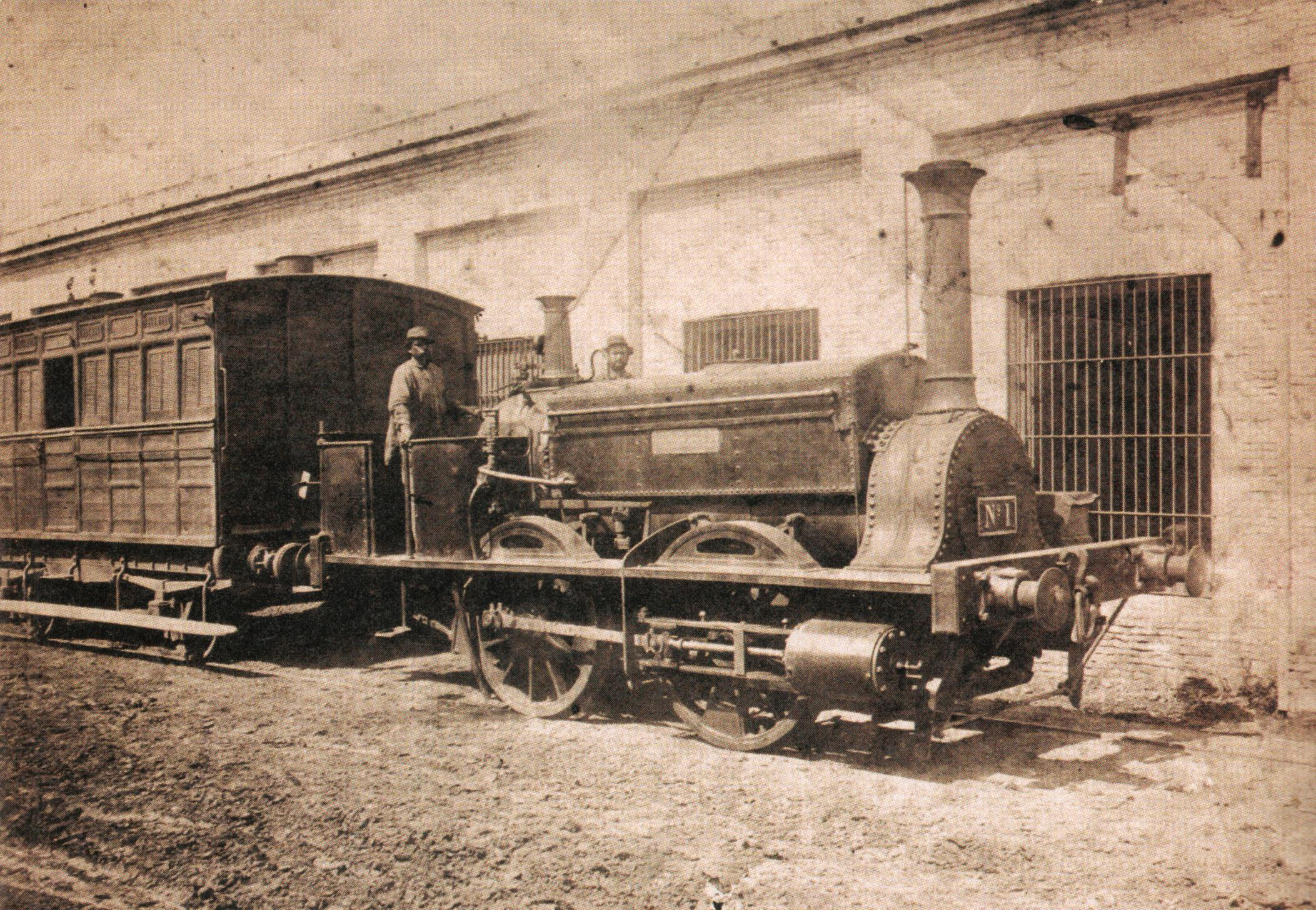
La Porteña, la primera locomotora del Ferrocarril Oeste.

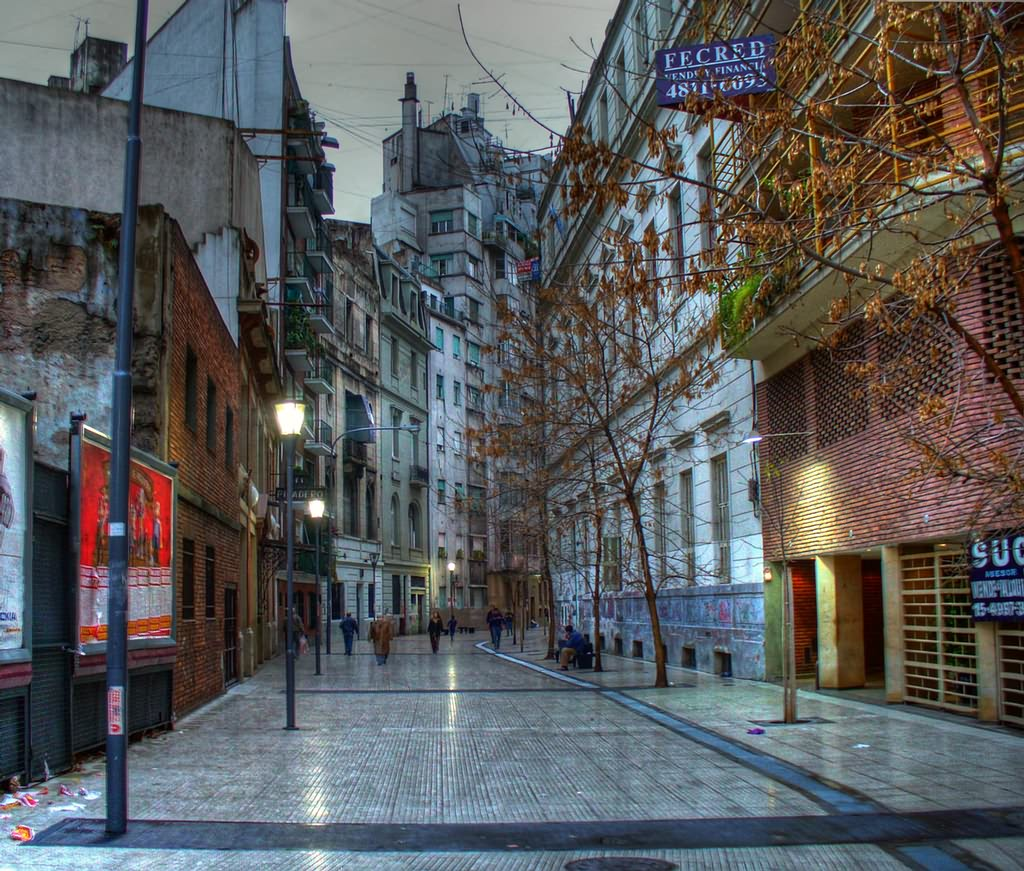
Por el pasaje Enrique Santos Discépolo pasó la traza del primer ferrocarril argentino.

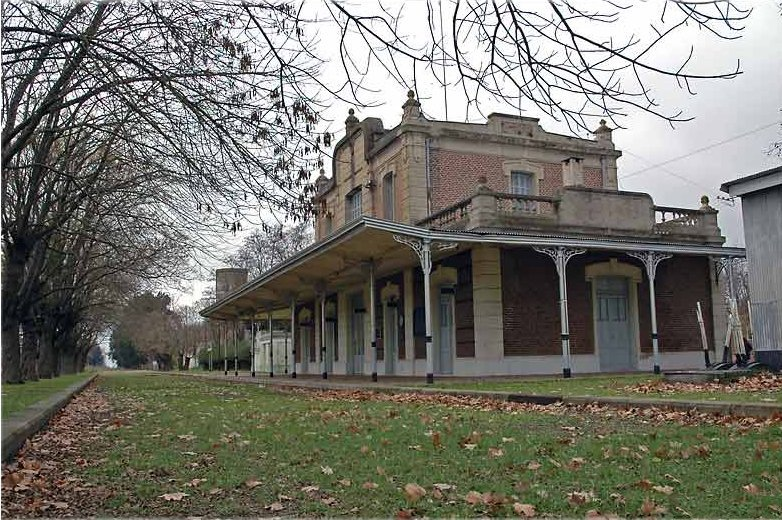
Estación Patricios del Ferrocarril Belgrano, a partir del año 1993 dejaron de pasar generalmente trenes por esta estación.

Red ferroviaria en la ciudad de Buenos Aires en la década de 1880.

### Gestación
La gestación de la futura red ferroviaria argentina comenzó en 1855, al firmarse seis diferentes contratos entre empresas inglesas y el Estado, con el fin de instalar ferrocarriles en territorio argentino. En 1857 se inauguró la primera línea férrea, que en un principio pertenecía a un grupo de particulares que conformaban la Sociedad Camino de Hierro del Ferrocarril Oeste y que contaba con el financiamiento de la provincia de Buenos Aires, que en aquel entonces formaba un estado independiente de la Confederación Argentina. El tramo de la vía inicialmente medía 9,8 km, y unía la estación Del Parque, ubicada donde actualmente se emplaza el Teatro Colón, en la Ciudad de Buenos Aires, y la estación La Floresta. Este ramal marcó el inicio del Ferrocarril Oeste de Buenos Aires, antecesor del Ferrocarril Domingo Faustino Sarmiento.
Pocos años después, en 1862 el gobierno de la provincia de Buenos Aires se hizo cargo del mencionado Ferrocarril Oeste y continuó el tendido de la línea, que alcanzó Luján en 1864 y Chivilcoy en 1866. Durante este tiempo se intentó privatizar la empresa infructuosamente. Como resultado del tendido de la línea se intensificó la cría de ganado ovino al tiempo que se facilitaba el transporte de su producción hacia el puerto de Buenos Aires. También en 1863 comenzó la construcción del Ferrocarril Central Argentino —antecesor del Mitre— entre Rosario y Córdoba; tras una punta de rieles provisoria en Cañada de Gómez, el trazado culminó en 1870.
En 1872, la legislatura de la provincia de Buenos Aires autorizó al gobernador a concesionar la construcción de una línea férrea entre el mercado de Constitución y la localidad de Chascomús, con la obligación de extenderla posteriormente hasta Dolores. El gobierno provincial, que participaba en la fijación de las tarifas, se reservó el derecho a la expropiación. Las obras del Gran Ferrocarril al Sud de Buenos Aires —Ferrocarril al Sud, antecesor del Roca—comenzaron en 1874 y en el mismo año se alcanzó Chascomús. En 1882 se extendió la línea hasta Dolores y comenzó el tendido de ramales secundarios hacia las localidades de Las Flores, Tandil y Azul.
Para 1870 ya existían 722 km de vías. Durante esta etapa comenzó el desarrollo, además del Ferrocarril Oeste, de los ferrocarriles Sur, Central Argentino y Andino —antecesor del San Martín—. Hacia 1880 se habían construido 5836 kilómetros de vías, de los cuales 1227 pertenecían al Estado, 2544 al Ferrocarril Andino, 427 a la provincia de Buenos Aires y el resto se distribuía entre siete empresas privadas.
En 1884 llega a Junín el Ferrocarril Buenos Aires al Pacífico (conocido como BAP), que en 1886 instala los Talleres Ferroviarios donde llegarían a trabajar más de 4000 personas.[cita requerida]
En esta época comenzó a hacerse clara la diferencia entre el área pampeana y el resto del país. En la primera, los réditos por el transporte de la producción agropecuaria garantizaban la instalación de ferrocarriles privados, mientras que en el interior resultó determinante la construcción de ferrocarriles de fomento por parte del Estado. Los ferrocarriles —de los cuales el 90 % se encontraban en la zona pampeana— transportaban hacia 1880 más de 3 millones de pasajeros y cerca de un millón de toneladas de carga, de los cuales el 90 % de los pasajeros y el 80 % del transporte de cargas pertenecían a las líneas trazadas en la región pampeana.
Ya para comienzos de la década de 1890 la red ferroviaria tenía una extensión de 9397 kilómetros y las inversiones, realizadas tanto en forma de inversión directa como de empréstitos, alcanzaban un monto de 320 millones de pesos oro, correspondiendo el 90 % a las de origen británico y el 10 % a los capitales franceses.[cita requerida] Entretanto, la acción del Estado comenzó a tender líneas férreas entre las capitales provinciales, como la línea de trocha angosta de Córdoba a Tucumán, Salta y Jujuy. También se vincularon Villa María con Villa Mercedes, San Luis, Mendoza, San Juan, Santiago del Estero y Catamarca.
La zona cuyana quedó unida con la Ciudad de Buenos Aires cuando el Ferrocarril Buenos Aires al Pacífico enlazó Villa Mercedes, en San Luis, con la localidad bonaerense de Mercedes. En 1887 se inauguró la primera línea férrea de la región mesopotámica, entre Paraná y Concepción del Uruguay. En 1892 se la incorporó al Ferrocarril Provincia del Entre Ríos. En la provincia de Buenos Aires el Ferrocarril Sud continuó extendiéndose más allá de Dolores hasta alcanzar los importantes puertos de Mar del Plata y Bahía Blanca. El Sud incorporó también en 1898 el ramal de Buenos Aires a La Plata, construido años antes como parte del Ferrocarril Buenos Aires a la Ensenada.
Hasta 1880 el régimen tarifario fue completamente libre. La ley 531 sobre Ferrocarriles Nacionales de 1872 confirmó la potestad de las empresas prestatarias de fijar unilateralmente las tarifas del servicio de acuerdo con la distancia a recorrer y el valor de la mercadería. Sin embargo, a partir de 1889 comenzó a aplicarse un esquema tarifario regresivo que encarecía las distancias cortas al tiempo que favorecía proporcionalmente los viajes largos. La ley sí obligaba a los ferrocarriles privados a interconectar sus líneas.
En 1891 se sancionó la ley 2.873 de Ferrocarriles Nacionales que derogó la 531 y creó la Dirección de Ferrocarriles. La nueva ley legisló en lo referente a concesiones, empalmes entre redes y variaciones tarifarias, además de establecer las normas de conservación, vigilancia y mantenimiento del material ferroviario. Se tipificaron asimismo los ferrocarriles nacionales y provinciales, estableciendo que los primeros por ser de jurisdicción nacional debían vincular la Capital Federal con otras provincias, mientras que los otros dependían de los estados provinciales. Profundizando lo dispuesto por la ley 531 en materia de conexiones, la 2873 estableció también el uso compartido de estaciones.
A fines de siglo existían alrededor de 16 500 kilómetros de vías, de los cuales 2000 pertenecían al Estado. La trocha ancha representaba el 60 %, la estándar el 10 %, la angosta el 10 % y el 20 % restante correspondía a otros tipos de trocha. El tráfico era de 18 millones de pasajeros y 11,8 millones de toneladas de carga. Los puntos máximos desde Buenos Aires eran La Sabana al noreste (700 km), a Jujuy al noroeste (1600 km), Mendoza y San Juan al oeste (más de 1000 kilómetros) y Neuquén al sur (1200 km). La red, organizada en torno al puerto de Buenos Aires, tenía centros de interconexión importantes en Rosario y Bahía Blanca.
Muchos de los ramales secundarios de trocha angosta prestaban sus funciones de transporte de pasajeros en cómodos, bastante veloces y económicos sistemas de coche motor o cochemotor, los cuales eran en muchos casos vehículos en tren (dos a tres vagones) traccionados por un motor diésel semejante al de un camión. Los sistemas de cochemotor más conocidos: el de Ciudad de Córdoba-Ciudad de Tucumán-Ciudad de Salta; el de Posadas-Paso de Los Libres, el de Ciudad de Salta a Alemania, el de Ciudad de Córdoba a Cruz del Eje o a la ciudad de Rosario con Villa María y la ciudad de Santa Fe con Rafaela.
Luego de la desaparición de la Estación Central de Buenos Aires en 1897, las empresas construyeron cuatro grandes terminales ferroviarias, alejadas del centro porteño: Constitución, Once de Septiembre, Retiro y Chacarita.
En 1932, cerca de 800 hectáreas dentro de la ciudad de Buenos Aires (el 4 % de su superficie) eran propiedad de siete empresas ferroviarias. Las estaciones, talleres, galpones, playas de maniobras y terrenos para futuras ampliaciones sumaban 500 hectáreas. El resto correspondía a 111 km de rieles.

### Década infame
La red ferroviaria comenzó en la década del 30 a enfrentar crecientes problemas de costos y de inversión al contraerse los márgenes de rentabilidad y encontrar un límite al crecimiento de las exportaciones. Hubo una caída en las cargas transportadas entre 1929 y 1935 de algo más del 20 % y de los ingresos en torno al 40 %, con un derrumbe en la crisis de las acciones de las compañías ferroviarias. Dichas empresas lograron superar solo parcialmente la crisis del 30 y entre 1937 y 1946 los ingresos por todo concepto de los ferrocarriles británicos en la Argentina aumentaron 51 % pero los egresos en ese mismo período se incrementaron en un 73 % resultando en una declinación progresiva pero constante de la rentabilidad y una contracción en las inversiones lo que implicó un paulatino envejecimiento del material rodante y de toda la infraestructura ferroviaria, fenómeno que se agravó como consecuencia de la Segunda Guerra Mundial. Durante el gobierno de Justo se firma el Acuerdo Roca- Runciman. El objetivo principal del pacto, firmado en Gran Bretaña en 1933 entre el vicepresidente y el ministro de Comercio inglés, fue el compromiso de Gran Bretaña, en medio de las medidas proteccionistas del imperio, de seguir comprando la misma cantidad de carne congelada que en la década del 20. La contraparte fue la que generó una amplia polémica. La Argentina, por su parte, se comprometió a lo que se llamó ‘un tratamiento benévolo’ de los capitales británicos. Como, por ejemplo, facilitar que el transporte británico se transforme en otro monopolio y que a los trenes y tranvías se le sumaran los camiones y colectivos.
Esta situación se expresó en el desarrollo de la incipiente industria automotriz, con capitales estadounidenses, como directa competidora de los ferrocarriles las acciones ferroviarias se desplomaron hasta un 70 %, los ingresos un 40 % y las cargas que transportaban se redujeron un 23 %. La red ferroviaria estaba en abierto declive.
Longitud de la red ferroviaria argentina hacia 1930
| Provincia/ territorio nacional    | Del Estado nacional (km) (*1) | Privados (km) (*2) | Provinciales (km) (*2) | Secundarios/ Decauville (km) (*2) | Total (km) |
| --------------------------------- | ----------------------------- | ------------------ | ---------------------- | --------------------------------- | ---------- |
| Capital Federal                   | 0                             | 121                | 0                      | 0                                 | 121        |
| Provincia de Buenos Aires         | 0                             | 12 323             | 1292                   | 384                               | 13 999     |
| Provincia de Santa Fe             | 558                           | 4426               | 0                      | 638                               | 5622       |
| Provincia de Entre Ríos           | 434                           | 1316               | 0                      | 0                                 | 1750       |
| Provincia de Corrientes           | 126                           | 906                | 0                      | 226                               | 1258       |
| Provincia de San Luis             | 0                             | 985                | 0                      | 0                                 | 985        |
| Provincia de San Juan             | 356                           | 192                | 0                      | 0                                 | 548        |
| Provincia de Córdoba              | 766                           | 3892               | 0                      | 33                                | 4691       |
| Provincia de Mendoza              | 0                             | 1401               | 0                      | 18                                | 1419       |
| Provincia de Santiago del Estero  | 1285                          | 659                | 0                      | 431                               | 2375       |
| Provincia de Catamarca            | 294                           | 286                | 0                      | 45                                | 625        |
| Provincia de Tucumán              | 351                           | 463                | 0                      | 288                               | 1102       |
| Provincia de La Rioja             | 757                           | 0                  | 0                      | 0                                 | 757        |
| Provincia de Salta                | 1167                          | 0                  | 0                      | 203                               | 1370       |
| Provincia de Jujuy                | 465                           | 0                  | 0                      | 269                               | 734        |
| Territorio Nacional de La Pampa   | 0                             | 1489               | 0                      | 0                                 | 1489       |
| Territorio Nacional del Río Negro | 821                           | 412                | 0                      | 0                                 | 1233       |
| Territorio Nacional del Neuquén   | 0                             | 192                | 0                      | 0                                 | 192        |
| Territorio Nacional del Chubut    | 475                           | 0                  | 0                      | 0                                 | 475        |
| Territorio Nacional de Santa Cruz | 286                           | 0                  | 0                      | 0                                 | 286        |
| Territorio Nacional del Chaco     | 465                           | 359                | 0                      | 437                               | 1261       |
| Territorio Nacional de Formosa    | 538                           | 0                  | 0                      | 72                                | 610        |
| Territorio Nacional de Misiones   | 0                             | 74                 | 0                      | 0                                 | 74         |
| Territorio Nacional de Los Andes  | 28                            | 0                  | 0                      | 0                                 | 28         |
| Total                             | 9172                          | 29 496             | 1292                   | 3044                              | 43 004     |

(*1) Correspondiente al 31 de diciembre de 1932.
(*2) Estadísticas de la Dirección General de Ferrocarriles de 1928.

### Nacionalización

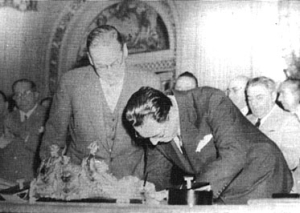
El presidente Juan Domingo Perón firmando la escritura por la que todas las líneas férreas pasaban a manos del Estado nacional. 1 de marzo de 1948.

Tras los años, sellados en la historia argentina como la década infame, la nacionalización de los ferrocarriles se transformó en una causa que sirvió a un proceso cultural y político con eje en la revalorización nacional. Se masificó la idea de la red ferroviaria como herramienta para el rompimiento de los lazos de dependencia que imponía la política británica en el Río de la Plata. Perón no desaprovechó aquel momento y transformó la nacionalización de los ferrocarriles una de las acciones políticas más trascendentes de sus primeros años de gobierno.[cita requerida] Perón negoció con Sir Montague Eady, presidente de dos de las cuatro líneas de ferrocarriles en Argentina y director de las otras dos, para reducir el precio de la compra cerca de dos tercios
Entre 1946 y 1948 todas las líneas férreas fueron estatizadas bajo la órbita de la Empresa de Ferrocarriles del Estado Argentino (EFEA, luego Ferrocarriles Argentinos) y recibieron nombres de personalidades destacadas de la historia argentina: San Martín, Belgrano, Sarmiento, Urquiza, Mitre y Roca. Una particularidad es que cada línea pasa por zonas que recorrió la persona de la que lleva el nombre.
Antes de 1947, el ferrocarril pertenecía en gran parte a capitales británicos y franceses. El 1 de julio de aquel año, el Estado argentino, a través del entonces presidente Juan Domingo Perón, nacionalizó todas las empresas ferroviarias bajo la órbita de la Empresa de Ferrocarriles del Estado Argentino (EFEA, luego Ferrocarriles Argentinos). Según José Luis Romero, el gobierno invirtió 2462 millones de pesos para la adquisición de la red ferroviaria y las propiedades adyacentes, mientras que para la oposición  estaban valuadas en menos de 1000 millones de pesos.
A pesar de ellos, se creó en 1948 la Secretaría de Transporte, dando cuenta de la necesidad de una consideración integral de la problemática del transporte y, al año siguiente, la Dirección de Ferrocarriles Nacionales. Se implementó un cuadro tarifario de tipo parabólico con actualizaciones anuales a partir de 1950 y se compraron locomotoras (por ejemplo, 75 locomotoras a vapor a EE. UU., así como locomotoras diésel, y 1542 vagones a Canadá, entre otras adquisiciones). Además, se completó el ramal Trasandino Norte y el ferrocarril carbonífero de Río Turbio-Río Gallegos. El segundo plan quinquenal establecía el objetivo de renovar unos 2800 km de vías y unificar las trochas, pero esa planificación fue interrumpida por el golpe de Estado de 1955.
En la nacionalización de los ferrocarriles se incluyeron unas 25 000 propiedades inglesas que aparecían como bienes indirectos y en los cuales se encontraban puertos como el de Bahía Blanca, empresas eléctricas, empresas de tranvías, de transportes automotores, hoteles, etc. Después de un tiempo en exposición, la locomotora «Justicialista» fue inventariada con la sigla CMI. En verano de 1952/53 cubrió el corredor Constitución - Mar del Plata, arrastrando el convoy «El Marplatense», recorriendo los 400 kilómetros del trayecto en 3 horas 45 minutos con un total mensual de 20 000 kilómetros. Con los mismos resultados hizo viajes a Bariloche en 22 h 10 min, y a Mendoza en 11 h 40 min, alcanzando una velocidad promedio de 145 a 170 kilómetros horarios.[cita requerida]

### El ocaso del sistema
Al comienzo de la gestión de Arturo Frondizi se desempeñó como secretario de Transporte el doctor Alberto López Abuín, especialista en transporte, defensor del ferrocarril. Propuso, en febrero de 1958, una política de modernización que incluía la incorporación de material rodante nuevo. Este plan requería una inversión muy alta y un plazo de aplicación que era demasiado largo para la vacilante política del presidente. Abuín renunció a su cargo en mayo de 1959.

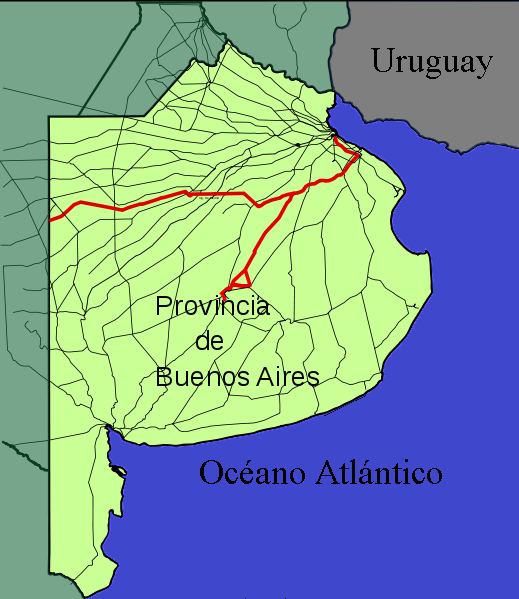
El ex Ferrocarril Provincial de Buenos Aires, los ramales a Olavarría y Mira Pampa fueron clausurados en 1961.

Dejando de lado propuestas como la revalorización de la tracción a vapor —propulsada por el ingeniero Livio Dante Porta— el ministro de Obras Públicas Alberto Constantini y el ministro de Hacienda Álvaro Alsogaray buscaron principalmente disminuir el déficit fiscal a través de un aumento de tarifas y, en menor medida, persiguieron la modernización del sistema ferroviario. Alsogaray viajó a los Estados Unidos para acordar la llegada del general Thomas Larkin a la Argentina, donde tenía que hacer un estudio de los transportes, por cuenta del Banco Mundial. Así se diseñó el denominado Plan Larkin, que entre otras cuestiones, contemplaba abandonar el 32 % de las vías férreas existentes, el despido de 70 000 empleados ferroviarios  y la reducción a chatarra todas las locomotoras a vapor, al igual que 70 000 vagones y 3000 coches- En la ejecución del plan se desmantelaron varios kilómetros de vías y ramales y despidieron gran cantidad de empleados, provocando a su vez graves conflictos sindicales. Los cuadros gremiales se opusieron fervientemente al enterarse del plan que incluía el despido de empleados y la supresión de ramales. La crisis política del momento hizo que Alsogaray y Constantini tuvieran que renunciar a sus cargos en abril de 1961, con lo cual no llegó a ejecutarse la mayor parte del plan. El Presidente Arturo Frondizi, en 1961 decidió suprimir 4000 km de vías, ramales e instalaciones. El segundo gran levantamiento de vías durante e gobierno del General Juan Carlos Onganía, cuya política ferroviaria dejó 11 089 cesanteados, 44 978 obreros rebajados de categoría, 237 estaciones y 2981 km de ramales clausurados. La cancelación masiva de servicios llevó al surgimiento de centenas de pueblos fantasma que previamente vivían del ferrocarril como fuente de trabajo, abastecimiento y comunicación, por lo cual acabaron sufriendo la falta de coordinación y conexión que existe entre los distintos servicios, algo que no ocurría cuando el sistema estaba centralizado.
Se instala en la ciudad de Córdoba Fiat-Materfer la primera fábrica de material rodante en América Latina, que al cabo de dos años llegó a manufacturar 300 coches para pasajeros, 500 coches motor y 150 coches eléctricos. La empresa Fiat de Ferreyra construyó 200 motores diésel para locomotoras, mientras que Siam Di Tella se encargaba de armar la instalación eléctrica. Para los ramales eléctricos se importaron coches Toshiba.
Con Arturo Acevedo como ministro de Obras Públicas se comenzó a poner en práctica la recomendación de modernización de locomotoras. En junio de 1961 se incorporaron nuevos trenes diésel al servicio suburbano del Ferrocarril General Roca, con lo cual muchos maquinistas y foguistas de locomotoras perdieron sus empleos. Acevedo era partidario de eliminar todas las líneas que tuvieran déficit, como fue el caso de las del ferrocarril provincial bonaerense. La clausura de los ramales ocasionó que los gremios convocaran a diferentes huelgas, entre ellas, una de 42 días que se inició el 1 de agosto de 1961, oponiéndose tanto a los despidos como al desguace de material rodante. Sin embargo, al término de la huelga, ningún ramal que había sido cerrado fue finalmente rehabilitado. El plan se suspendió por efecto de una huelga ferroviaria de 42 días en 1961. A consecuencia del Plan Larkin dejaron de correr trenes en la casi totalidad del ex Ferrocarril Provincial de Buenos Aires, los ramales del ex Ferrocarril Patagónico, los del Ferrocarril Central del Chubut, del Ferrocarril Roca y demás líneas. El 30 de octubre unos 200 000 ferroviarios se apegan a la huelga. Manifestaciones y enfrentamientos se dan por todo el país. Se le ofrece más dinero a aquellos que trabajasen en días de huelga. Se obliga a los trabajadores a presentarse al trabajo o quedar detenidos. El presidente Frondizi recurrió a gendarmería y al ejército, dándole a los militares funciones de policía interna, y sometiendo a los trabajadores ferroviarios al Código de Justicia Militar, permitiendo que los huelguistas sean trasladados a cuarteles, sometiendo a los trabajadores ferroviarios al Código de Justicia Militar, para ser juzgados por la justicia militar, a través del plan CON.INT.ES. (Conmoción Interna del Estado).
Aproximadamente a partir de 1976 entró en una época de reducción acentuada durante los tiempos de la última Dictadura Militar, período en el cual se incrementó el levantamiento de vías y la clausura de ramales. En esta época dejaron de circular también muchos trenes de pasajeros, especialmente los que iban a la región noroeste del país, en un contexto de casi nulas inversiones, lo que terminó generando un grave deterioro de la infraestructura.
Los ferrocarriles producían un gran déficit fiscal y el gobierno de facto ejecutó medidas drásticas para racionalizar la empresa estatal:
- Clausura o levantamiento de 10.000 kilómetros de vías de un total de 42.500 existentes. Esto implicó que se redujeron 23% ya para 1981.
- Achique del 40% de agentes estatales sobre un total de 156.000 trabajadores existentes en 1976.
- Eliminación de la mitad de los 30.500 trenes-kilómetro-hora de pasajeros.
- Clausura de 1000 de las 2400 estaciones que existían hasta 1976. En total el 42% quedó sin actividad.

A pesar del intento de racionalización del entonces ministro la empresa estatal de trenes continuó con su déficit. Hacia 1981 cuando José Martínez de Hoz daba su discurso de despedida nombró a Ferrocarriles Argentinos como 1 de las 2 empresas deficitarias prevalentes. Además, la empresa estatal de trenes fue citada como el ejemplo más difícil [cita requerida]en sus políticas económicas por estar su estructura administrativa ligada al gasto público para ser rentable.
El panorama para los primeros años de la década de 1980 fue de una red férrea sumamente reducida, con cientos de pueblos especialmente del interior que quedaron desconectados de la red y en muchos casos aislados de las grandes urbes sin ninguna otra alternativa de transporte. Aunque medidas de reducción de la estructura ferroviaria se venían aplicando desde comienzos del plan Larkin, el plan ejecutado por de la dictadura con cualquier otro aplicado previamente, es que se aplicó conjuntamente con un fuerte aparato represivo que inmovilizó al movimiento obrero ferroviario. Sin embargo, a pesar de las medidas implementadas de ajuste sobre el ferrocarril los problemas tales como: el déficit, la disminución de la participación del ferrocarril en el trasporte de carga y de pasajero, la renovación del material rodante entre otros, no lograron ser resueltas, sino por el contrario, se agravaron con el correr de los años.

### La situación heredada por el gobierno de Alfonsín
El posterior gobierno democrático de Raúl Alfonsín, mantuvo los servicios en marcha e incorporó muchos nuevos. Dentro de los últimos logros de Ferrocarriles Argentinos, cabe destacar la culminación de la electrificación del ferrocarril General Roca. Dicho proyecto se remontaba a junio de 1978 cuando se firmaron los primeros contratos que apuntaban a la modernización de las líneas urbanas de este importante ferrocarril. Asimismo se puso énfasis en el desarrollo de nuevas unidades para el transporte de pasajeros con la intención de rehabilitar servicios, y se construyeron una gran cantidad de vagones y locomotoras 0 km..
La electrificación del Ferrocarril Roca requirió la incorporación de nuevos y modernos coches japoneses y nacionales fabricados bajo diseño de Toshiba. Los gobiernos de Argentina y Japón, representados entonces por la empresa Ferrocarriles Argentinos y la Agencia de Cooperación Internacional del Japón (JICA), firmaron en 1985 un Convenio de Cooperación Técnica de cinco años de duración, posibilitando la creación y el funcionamiento del Centro Nacional de Capacitación Ferroviaria (CENACAF).
Entre 1983 y 1985, el directorio de FA fue el mismo que se habían hecho de la empresa estatal en el último año de la dictadura, hasta que fue intervenida en 1985. En materia ferroviaria, el gobierno radical presentó un plan que allanaría el camino a la privatización, bajo el nombre de Plan Madanes, una reedición del Plan Larkin en tiempos de Frondizi. A finales de 1986, el gobierno encomendó a Manuel Madanes la elaboración de un plan para reducir la planta ferroviaria en unos 65 000 agentes. La dura oposición sindical, sumada a la fuerte derrota radical en las elecciones legislativas y provinciales de 1987 lograron frenar la avanzada privatizadora. Rodolfo Terragno fue nombrado ministro de Obras y Servicios Públicos de la Nación, el Plan Madanes fue recogido por Rodolfo Terragno con el proyecto de Ferrocargo. Las unidades de tráfico (ut) habían descendido de 23 300 millones en 1979 a 19 100 en 1989. Posteriormente, Terragno sería denunciado por el desfalco de 3500 millones de australes durante la intervención de FA y acusado de recibir coimas por favorecer a empresas privadas para privatizar la red.
1 - El aporte del Estado se cuadriplicó.
2 - Las tarifas aumentaron entre 25 y 95 por ciento.
3 - La red fue entregada en condiciones de desarrollar una velocidad promedio de 55 kilómetros por hora (pasajeros – carga), en la actualidad no llegan al 20 por ciento de esa velocidad promedio, sin frenar el deterioro y el abandono en la conservación y mantenimiento de vías.
4 - Las cánones comprometidos por los concesionarios no fueron abonados, al contrario, se prorrogó y se les refinanció por 16 años, el valor estimado más de 270 000 000 de pesos.
5 - El material rodante sufrió igual deterioro que la red.
6 - Desaparecieron 85 000 empleos directos y 30 000 indirectos-proveedores del Estado.
López y Waddell en 2007 sintetizaron la polìtica ferroviaria radical en 3 etapas: 
- Primera etapa: fue una continuidad de la política aplicada en tiempos de

dictadura donde se profundizaron sus efectos negativos, por ejemplo, no se rehabilitaron ramales y talleres clausurados clausurados (a
excepción de Tafí Viejo). Tampoco, se reincorporaron en su mayoría a trabajadores despedidos, cesanteados o puesto en prescindibilidad por el gobierno militar.
- Segunda etapa: fue un intento de privatizar ciertos servicios ferroviarios con el Plan Madanes que si bien fracasó y no llegó a implementarse, dejó sentado cuales serían los márgenes de solución que manejaba la clase política para enfrentar los problemas del sistema ferroviario.
- Tercera etapa: fue el proyecto de integrar a capitales privados y estatales conocido como Ferrocargo, al igual que el Plan Madanes fracasó y no paso de su etapa de proyección.[28]

#### Estudio preliminar de 1988
En 1988, aún durante el gobierno de Raúl Alfonsín, se inició un trabajo propulsado por la Secretaría de Transporte denominado: «Análisis de la incorporación de capital privado a los Ferrocarriles Argentinos», el proyecto se desarrolló en el marco de la PNUD.
La modernización y reactualización del sistema ferroviario requería la constitución de una autoridad Federal de Tráfico, dependiente de la Secretaría de Transporte. Esta Autoridad Federal tendría como función la coordinación de las corridas de trenes y sería la voz de los operadores privados, que contarían a su vez con un representante en esta autoridad. La Autoridad Federal sería la encargada de determinar las prioridades y responsabilidades en caso de demoras, retrasos o prestaciones inadecuadas de los servicios.
Con respecto a la incorporación de capital privado, que se propiciaba en el informe del Ministerio de Obras y Servicios Públicos, se veía conveniente por los siguientes motivos: permitiría un mejoramiento del capital físico del sistema ferroviario y una mayor eficiencia en la gestión comercial empresaria. 
Para la incorporación del capital privado se habían estudiado las siguientes posibilidades:
- Privatización de todo el sistema ferroviario.
- Formación de una sociedad mixta estatal-privada.
- Subdivisión de la actual empresa en seis empresas (una por cada línea existente)
- Formación de empresas por regiones.

Para el transporte de cargas se recomendaba establecer con los privados acuerdos de concesión de determinados ramales. En el transporte de pasajeros, el problema clave a resolver resultaba el del tránsito entre la Capital y los partidos del Gran Buenos Aires, donde se había perdido confiabilidad y seguridad, el problema más grave lo constituía la línea Sarmiento, donde se producían graves y frecuentes accidentes en la zona oeste por sus muchos pasos a nivel. En general el estudio aconsejaba la electrificación de los ramales como el del San Martín (de Retiro a Pilar), y como el Ferrocarril General Belgrano (entre Retiro y Villa Rosa). El objetivo de la DEP, era direccionar el poder de compra de todas las Empresas del Estado: Aerolíneas, Ferrocarriles, Flota Mercante, Flota Fluvial, YPF, Aguas y Energía, Teléfonos, Puertos y así con las otras.
Los representantes de esa Dirección se transformaron en un Holding para estatal, que alentaba la cartelización de los proveedores del propio Estado. Integraron dicho “Holding” primariamente, Enrique Olivera y Ramos Mejía (representando al grupo Macri, Finamérica), Miguel Roig (Grupo Bunge y Born) y Carlos Tramutola (Grupo Techint). El dinero recaudado y el aportado por el Estado serían controlados por los privados a través de la DEP creada por el ministro de Obras y Servicio Público, Rodolfo Terragno.
Al tiempo, Terragno anuncia su plan: que consistía en partirla en cuatro empresas: Ferrocargo, Ferrotur, Metropol y Ferrocarriles Argentinos. Lo restante, en tanto, sería ofrecido a Techint, Loma Negra, Socma y City Bank, bajo la batuta de Lou Thompson, consultor del Banco Mundial para América Latina. Endeudamiento externo de U$S 700.000.000, mientras que la red operable se redujo a menos del 25 por ciento. el caso ferrocarriles, éstos, no trataban de privatizarlos sino solamente la parte recaudadora y presupuestaria. el dinero recaudado y el aportado por el Estado serían controlados por los privados a través de la DEP. Se crea este organismo con la excusa de coordinar los aspectos económicos y racionalizar el monto y uso de las asignaciones, y orientar las compras de todas las empresas del Estado

### Privatización durante el gobierno de Menem
En 1991 Ferrocarriles Argentinos fue virtualmente desarticulada por una completa concesión de la red ferroviaria, a partir de 1992. Los servicios metropolitanos de pasajeros fueron entregados a una nueva empresa pública, FEMESA, para ser finalmente concesionados a consorcios privados. También se licitaron los servicios de cargas. La responsabilidad sobre los servicios interurbanos de pasajeros fue transferida a los gobiernos provinciales, formándose empresas como la chaqueña SEFECHA, la rionegrina SEFEPA y la bonaerense Ferrobaires; aunque la mayoría de las concesiones no continuó los servicios.

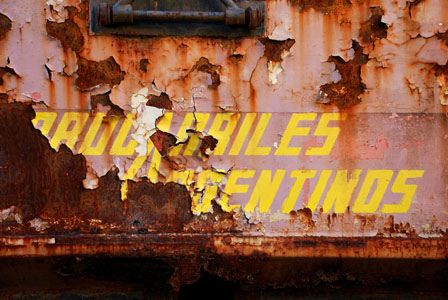
Abandono de material rodante.

Si bien existe el mito que afirma el nacimiento de pueblos fantasma a partir del cierre de estaciones y servicios de trenes interurbanos en localidades de distintas provincias, especialmente en la Provincia de Buenos Aires, la proporción de todos los pueblos con menos de 2.000 habitantes que decrecieron entre los años 1960 y 2000 es similar tanto para aquellos que perdieron el ferrocarril como para aquellos que no.  El éxodo desde pueblos rurales hacia la ciudad no se inicia con la privatización de 1991, sino en 1950.  Los cambios acontecidos luego de 1960, cuando comienza a decaer el ferrocarril, coinciden con el avance tecnológico que experimentó el agro a inicios de 1950, reemplazando gran cantidad de mano de obra por trabajo mecanizado.  Las localidades que efectivamente sufrieron éxodo masivo luego del cierre de estaciones fueron aquellas que tenían depósitos o talleres ferroviarios, que eran su única fuente de trabajo.  Algunos pueblos que desaparecieron antes del cierre de ramales como consecuencia de la desaparición de las fuentes de trabajo son Gándara, Naicó, Ordoqui y Ernestina.  Es un error considerar al empleo ferroviario como actividad económica originaria.  Tampoco es cierto que la mayoría de los pueblos que perdieron servicios luego de 1991 quedaron aislados, ya que tenían caminos de tierra o pavimentados conectados directamente a rutas provinciales y nacionales.  Existen dos importantes investigaciones que desmienten esta difundida creencia.

### Actualidad

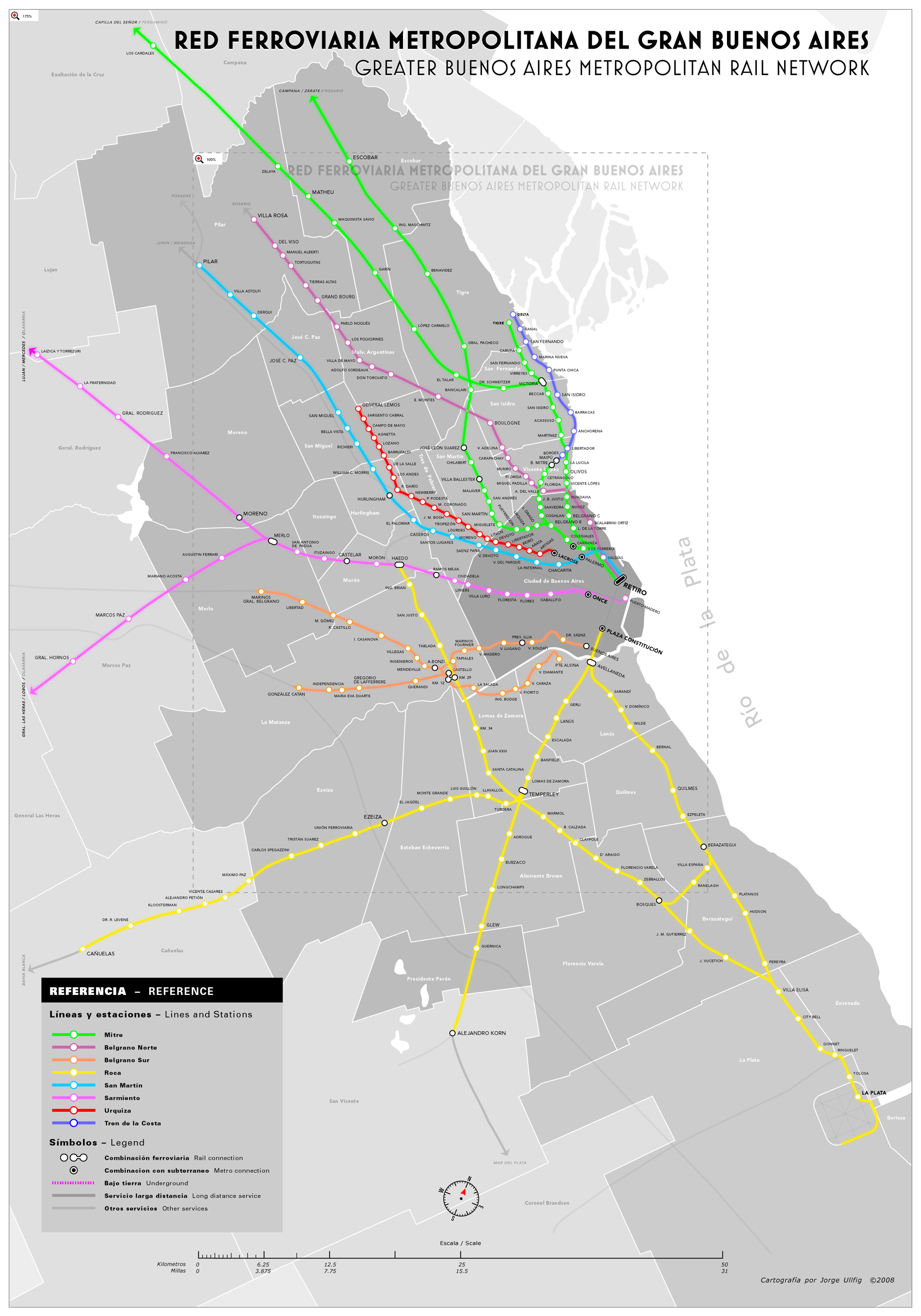
RED FERROVIARIA METROPOLITANA DE BUENOS AIRES

En la actualidad la red total ha quedado reducida a 4638 km para servicios de pasajeros y aproximadamente 18 000 km para servicios de carga.
A fines de 2005, el presidente Néstor Kirchner firmó el decreto 1683/05, que formalizó muchas de las promesas efectuadas desde la asunción de su mandato relativas al sector ferroviario. Entre las medidas dispuestas se encuentran la electrificación de los ferrocarriles Belgrano Norte y Sur —este último en ramal Buenos Aires - González Catán—, San Martín y Roca —en los tramos Constitución - La Plata y Claypole - Berazategui—, así como también la adquisición de numerosas locomotoras y vagones usados, y la renovación de vías y estaciones. El primer paso para la electrificación de la línea Roca fue la elevación de andenes en el año 2008. La electrificación no se ha podido concretar en la mayoría de los casos, exceptuando en la línea Roca, hasta hoy en día. Solo se completaron en 2018 (trece años después del decreto) los tramos Claypole - Berazategui - Constitución y La Plata - Constitución, del Ferrocarril Roca, para los demás ramales no existen tentativas de inicios de obras.
En los primeros meses de 2008 el gobierno argentino anunció la construcción de un tren de alta velocidad entre las ciudades de Buenos Aires, Rosario y Córdoba, proyecto que ya se había presentado en 2006. Tras superar algunas fases de su tramitación, el proyecto fue suspendido.
En octubre de 2014 comenzó a circular luego de años de ausencia, el tren Sarmiento, hacia General Pico, La Pampa y con una combinación en Catriló a Santa Rosa, La Pampa. También, a finales del 2014 comenzó a circular un nuevo tren entre Buenos Aires y Mar del Plata.
En febrero de 2015 se presentó la renovación de vías en el tramo Retiro- Rosario.

## Nacimiento de la ADIF
La Ley Nacional 26352 de febrero de 2008 reorganiza la actividad ferroviaria en Argentina creando dos Sociedades del Estado: la Administración de Infraestructuras Ferroviarias y la Sociedad Operadora Ferroviaria. 
Posteriormente el Decreto 752 del 6 de mayo de 2008 y la Resolución 1413 del 28 de noviembre de 2008 complementaron la Ley por lo que a partir del 1 de diciembre de 2008 la ADIF se hizo cargo de los bienes ferroviarios que le fueron transferidos por el ONABE.
En febrero de 2015 se presentó la renovación de vías en el tramo Retiro - Rosario, y se comenzará el tramo Rosario - Córdoba. 
En octubre de 2014 comenzó a circular luego de años de ausencia, el tren Sarmiento, hacia General Pico, La Pampa y con un combinación en Catriló a Santa Rosa, La Pampa. También, a finales del 2014 comenzó a circular un nuevo tren entre Buenos Aires y Mar del Plata. Al mismo tiempo está en marcha la licitación para reactivar el servicio de trenes de pasajeros de Buenos Aires a Mendoza a través de un tren de altas prestaciones. 
Entre otros planes para modernizar la red, incluye al tramo Haedo-Caballito, pero sin ninguna modificación aparente todavía, a pesar de haberse anunciado las obras con la adquisición de una máquina tuneladora, que fue instalada en las inmediaciones de la estación Haedo desde donde se planeaba iniciar el túnel que conectaría con Caballito; la probable electrificación de la línea Retiro - Pilar del San Martín y Constitución - La Plata del Roca; y la rehabilitación de varios ramales del interior del país.

## Componentes de la red
Desde la estatización de los ferrocarriles durante la primera presidencia de Juan Domingo Perón se divide a la red ferroviaria argentina en seis grandes líneas agrupadas según su historia, trocha, recorrido y, luego de la privatización de Ferrocarriles Argentinos, operador privado.

### Ferrocarril General Bartolomé Mitre

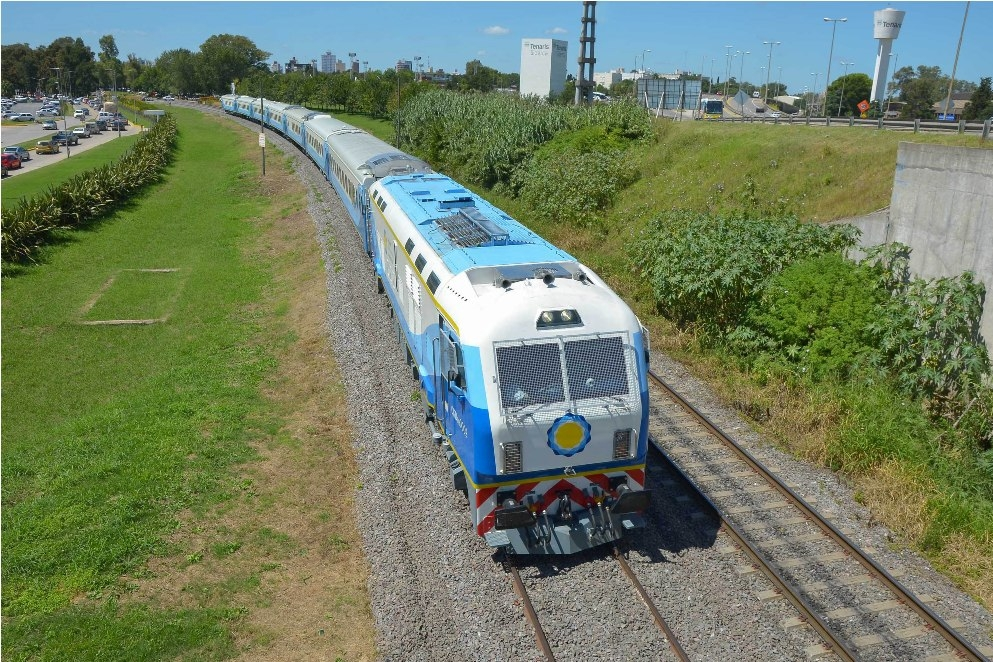
Locomotora CNR CKD8 a cargo del ramal Retiro-Rosario.

El Ferrocarril General Bartolomé Mitre (FCGBM), de trocha ancha, sirve a las provincias del centro y norte del país. Su vía principal parte de la estación Retiro, en el barrio homónimo de la Ciudad de Buenos Aires, atravesando su traza las provincias de Buenos Aires, Santa Fe, Córdoba, Santiago del Estero y Tucumán. Fue formado basándose en los antiguos ferrocarriles Central Argentino, Gran Sud de Santa Fe y Córdoba, y Rosario a Puerto Belgrano. Recibe su nombre en honor a Bartolomé Mitre, político y militar argentino presidente entre 1862 y 1868.
En el área metropolitana de la Ciudad de Buenos Aires se encuentra dividido en 5 ramales distintos —tres eléctricos, Retiro (en el macrocentro norte de la ciudad de Buenos Aires) - Tigre, Retiro - Bartolomé Mitre y Retiro - José León Suárez, y dos diésel, Villa Ballester - Zárate y Victoria - Capilla del Señor— operados por Trenes Argentinos Operaciones, luego de la estatización del año 2014, adjudicataria también de la prestación del servicio interurbano de pasajeros desde Retiro a las ciudades de Rosario y Santa Fe. La empresa estatal también opera servicios de larga distancia desde Retiro a Córdoba y San Miguel de Tucumán. En tanto el servicio de cargas está a cargo de Trenes Argentinos Cargas desde el 22 de diciembre de 2022 reemplazando a NCA (1992-2022)

### Ferrocarril General Belgrano

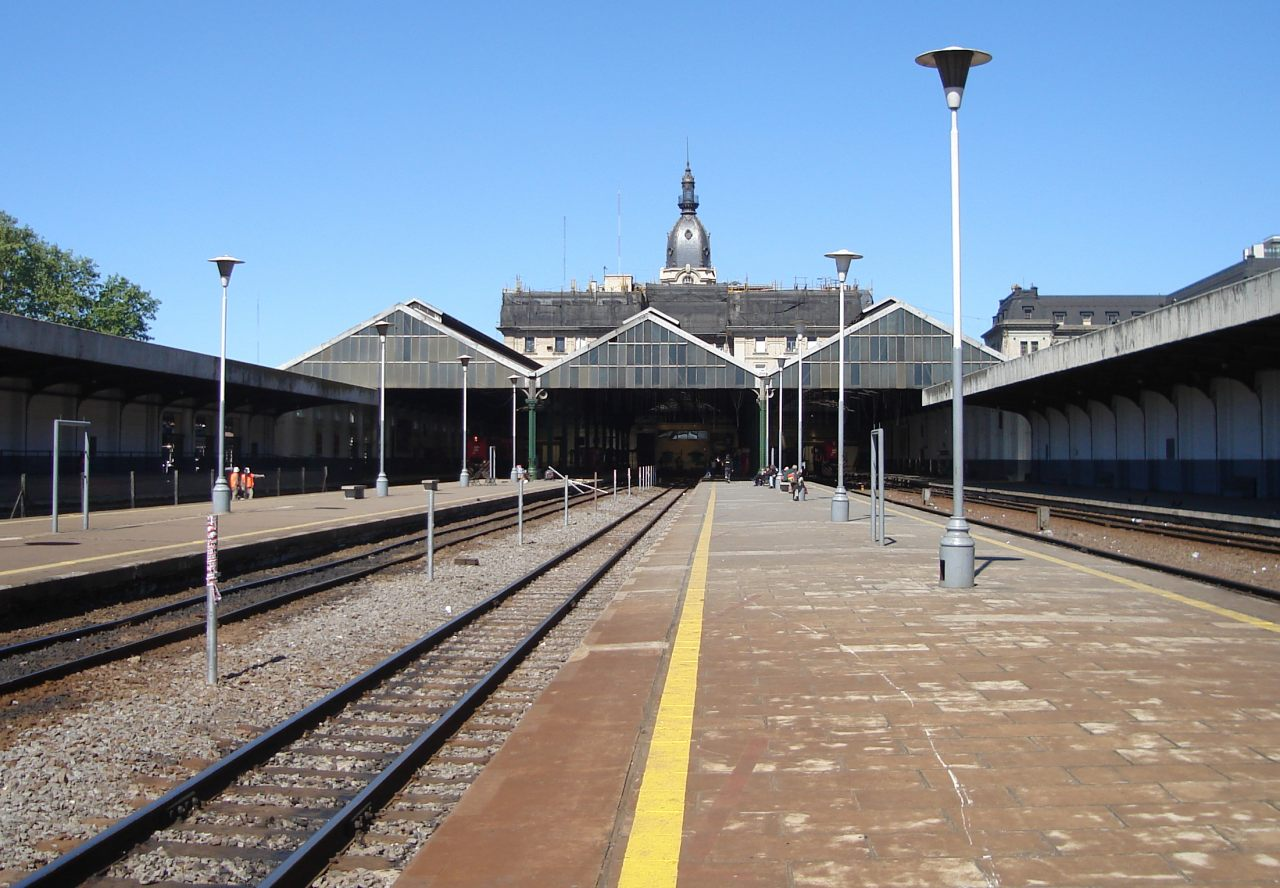
La estación Retiro del FCGB.

El Ferrocarril General Belgrano (FCGB), de trocha métrica, es el más extenso de los que componen la red ferroviaria argentina. La vía principal parte de la estación Retiro, como los ferrocarriles Mitre y San Martín, atravesando territorio de las provincias de Buenos Aires, Santa Fe, Córdoba, San Luis, Mendoza, San Juan, La Rioja, Catamarca, Tucumán, Santiago del Estero, Chaco, Formosa, Salta y Jujuy. Surgió a partir de la unificación de los ramales de trocha métrica controlados por Ferrocarriles del Estado al momento de la nacionalización y el Ferrocarril Provincial de Santa Fe, a los que se agregarían definitivamente en 1957 los que integraban el Ferrocarril Nacional Provincia de Buenos Aires. Recibe su nombre en honor a Manuel Belgrano, político, abogado y militar dirigente de la Guerra de Independencia argentina.
En el área metropolitana de la Ciudad de Buenos Aires se encuentra dividido en dos líneas diésel, la Belgrano Norte y la Belgrano Sur. La primera es operada por la concesionaria Ferrovías, la cual presta el servicio de transporte de pasajeros entre Retiro y la localidad de Villa Rosa. Por su parte, la línea Belgrano Sur esta operada por Trenes Argentinos Operaciones, luego de la estatización total en 2014, la misma posee dos ramales —Sáenz-20 de Junio y Sáenz-Marinos del Crucero General Belgrano— sobre vías de los ferrocarriles Midland y Compañía General de Buenos Aires.
A diferencia del Ferrocarril Mitre, en el Ferrocarril Belgrano no existe en 2006 ningún servicio de larga distancia pero sí servicios interurbanos de pasajeros en la provincia del Chaco a cargo de la empresa provincial SEFECHA, que también cubre el Gran Resistencia. En la provincia de Salta existe un tren turístico que recorre parte del ramal C-14, conocido como Tren de las Nubes. También se prestó servicio turístico de pasajeros en la provincia de Córdoba sobre el ramal A-1, conocido como Tren de las Sierras. Por su parte, el transporte de cargas en todo el Ferrocarril Belgrano está en manos de Trenes Argentinos Cargas

### Ferrocarril General Roca

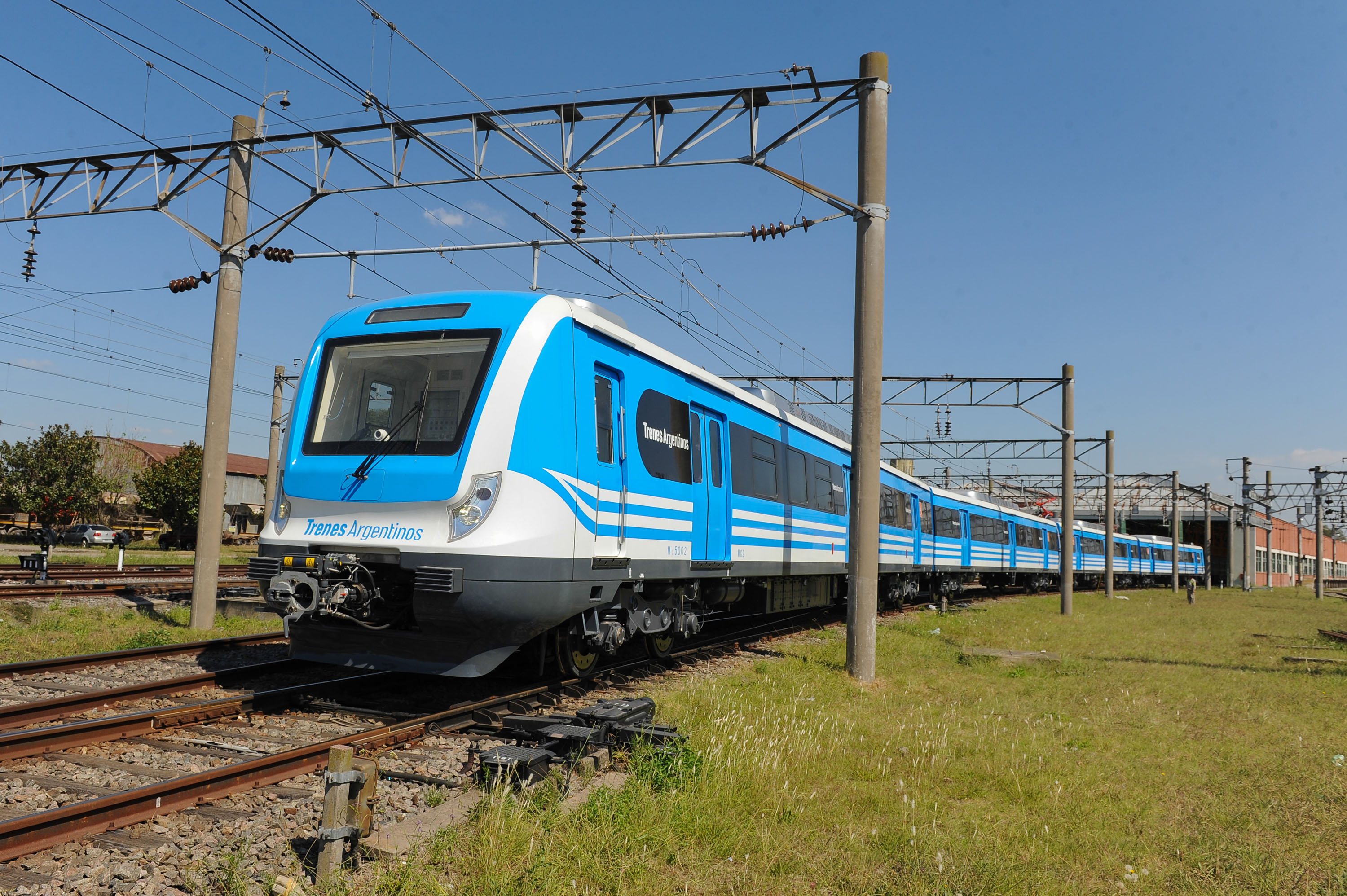
Servicio suburbano del Ferrocarril Roca.

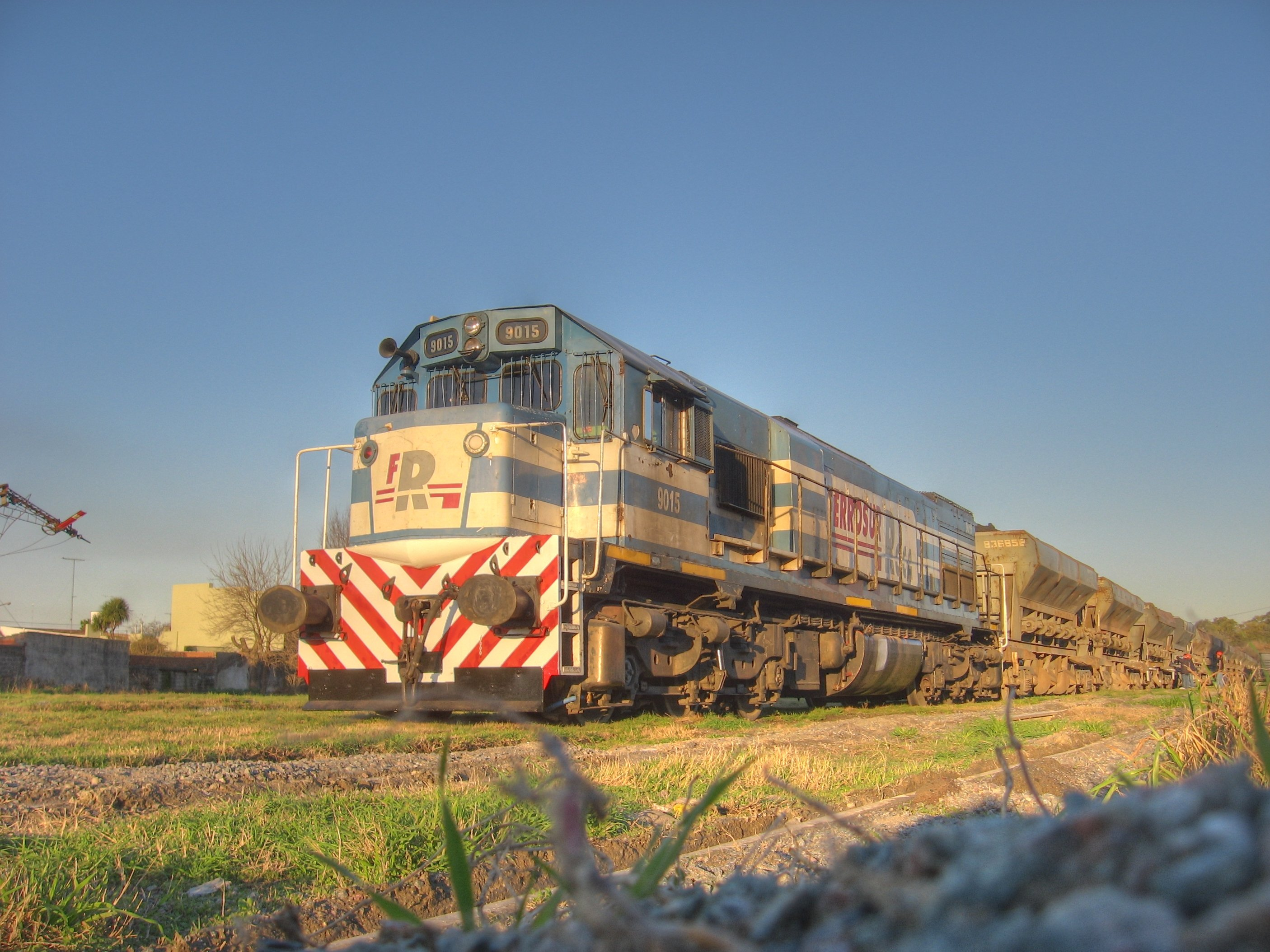
Carguero de Ferrosur Roca.

El Ferrocarril General Roca (FCGR), de trocha ancha, discurre en varios ramales —no todos ellos interconectados— por el centro del país y la Patagonia argentina. Ramales conectados con su vía principal, que parte de la estación Constitución del barrio homónimo de la Ciudad de Buenos Aires, atraviesan las provincias de Buenos Aires, La Pampa, Neuquén y Río Negro. Fue formado condensando líneas antes pertenecientes al Ferrocarril del Sud, Buenos Aires a la Ensenada, Bahía Blanca y Noroeste, Ferrocarril Rosario a Puerto Belgrano y Ferrocarriles del Estado. Los ramales de Ferrocarriles del Estado en las provincias de Chubut y Santa Cruz formaron el Ferrocarril Nacional Patagónico hasta ser incorporados en el Ferrocarril Roca en 1956. El Ferrocarril Roca recibe su nombre en honor a Julio Argentino Roca, político y militar presidente de la Argentina en dos oportunidades —entre 1880 y 1886 y entre 1898 y 1904—.
Con la desaparición de Ferrocarriles Argentinos las vías del Ferrocarril Roca fueron divididas entre varios concesionarios. En el sur del área metropolitana de Buenos Aires, la empresa Trenes Argentinos Operaciones corre trenes de pasajeros en cinco ramales —Constitución - La Plata, Constitución - Cañuelas, Constitución - Alejandro Korn, Temperley - Haedo y Temperley - Bosques— tras el desplazamiento de la anterior concesionaria, Metropolitano. Por las mismas vías pasan trenes de Trenes Argentinos Larga Distancia, que prestan servicios interurbanos a las principales del interior de la misma y turísticos con destino a la ciudad costera de Mar del Plata.
En la provincia de Río Negro, la empresa provincial Tren Patagónico también corre trenes interurbanos en el ramal Viedma - Bariloche y trenes turísticos especiales hacia la última. También operado por Tren Patagónico, en forma conjunta con la provincia de Chubut, funciona el tren turístico conocido como La Trochita por su trocha de 75 cm entre las localidades de Ingeniero Jacobacci y Esquel. Además existe, entre Bariloche y la vecina localidad de Perito Moreno, un tren histórico convertido en atractivo turístico. El transporte de cargas en vías del Ferrocarril Roca se halla dividido entre Trenes Argentinos Cargas (Desde noviembre de 2021) y Ferrosur Roca (hasta marzo de 2023). Por último, al sur de la provincia de Santa Cruz existe un ramal únicamente de cargas —el Ramal Ferro-Industrial de Río Turbio (RFIRT)— que une Río Turbio con el puerto de Punta Loyola, en cercanías de Río Gallegos.

### Ferrocarril General San Martín

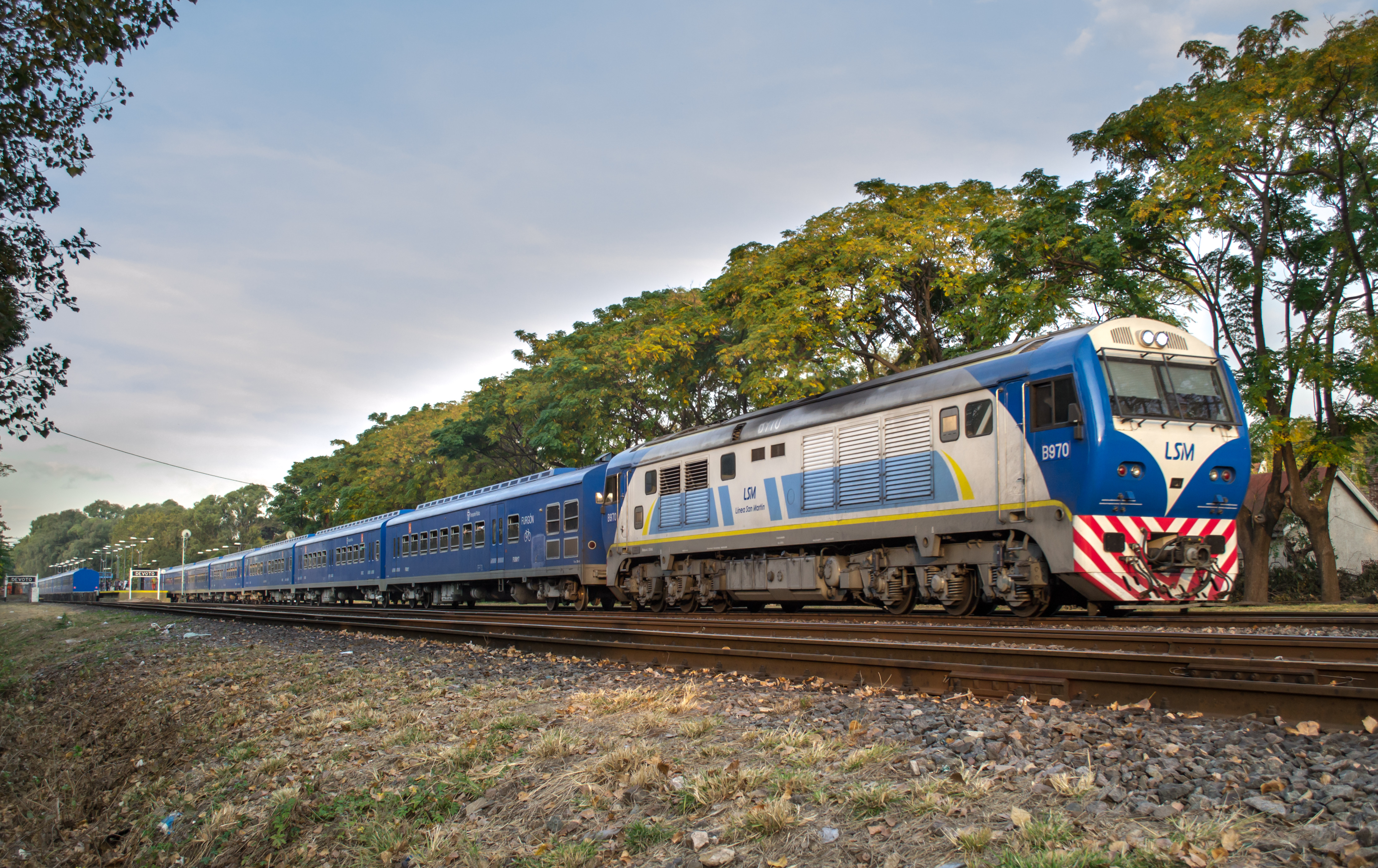
Locomotora CSR SDD7 de la línea San Martín.

El Ferrocarril General San Martín (FCGSM), de trocha ancha, sirve el oeste de la Argentina, dirigiéndose hacia la región de Cuyo. Sus vías de trocha ancha parten de la porteña estación Retiro y atraviesan en ese trayecto las provincias de Buenos Aires, Santa Fe, Córdoba, San Luis, Mendoza y San Juan. Fue formado a partir de lo que anteriormente fuera el Ferrocarril Buenos Aires al Pacífico, de capitales británicos. Recibe su nombre en honor a José de San Martín, máximo líder de la Guerra de Independencia argentina y gestor de la independencia de la Argentina, Chile y Perú.
En el área metropolitana de Buenos Aires la línea San Martín abarcaba el ramal diésel Retiro - Pilar, actualmente hasta Dr. Domingo Cabred, operado hasta 2004 por Metropolitano y luego —tras rescindírsele el contrato a la anterior— por la Unidad de Gestión Operativa Ferroviaria de Emergencia, formada por el Estado y concesionarios privados de otras líneas. Actualmente es operado por Trenes Argentinos Operaciones, luego de la estatización total en 2014. Existen planes para rehabilitar servicios de larga distancia entre Retiro, Mendoza y San Juan. El sector de cargas fue concesionado a una empresa denominada igual que la línea original, Buenos Aires al Pacífico, luego convertida en parte del grupo América Latina Logística.

#### Actualidad
En el mes de diciembre del año 2012, comenzaron a llegar las primeras formaciones, nuevas, de origen chino, compradas por el Estado Nacional para la Línea San Martín. Se preveía comprar 24 locomotoras y 150 coches nuevos. La adquisición del nuevo material rodante, significó también reformar todos los andenes de las estaciones de la Línea San Martín entre Retiro y Dr. Domingo Cabred, las nuevas formaciones son con piso elevado. Los andenes que estaban preparados para las viejas formaciones que eran con la escalerilla en el estribo, debieron ser renovados. Para abril de 2014 se completó la renovación, la línea cuenta ahora con 160 coches nuevos y locomotoras totalmente renovadas.
En mayo de 2017, el Gobierno Nacional firmó un acuerdo con la empresa estatal china Railway Construction Corporation Limited (CRCC) para la renovación del tren de cargas San Martín. Se acordó las condiciones para rehabilitar integralmente 1600 kilómetros de vías y para la obtención de un crédito concesional para renovar la totalidad de la red que une la provincia de Mendoza con los puertos de Buenos Aires y Rosario.

### Ferrocarril Domingo Faustino Sarmiento

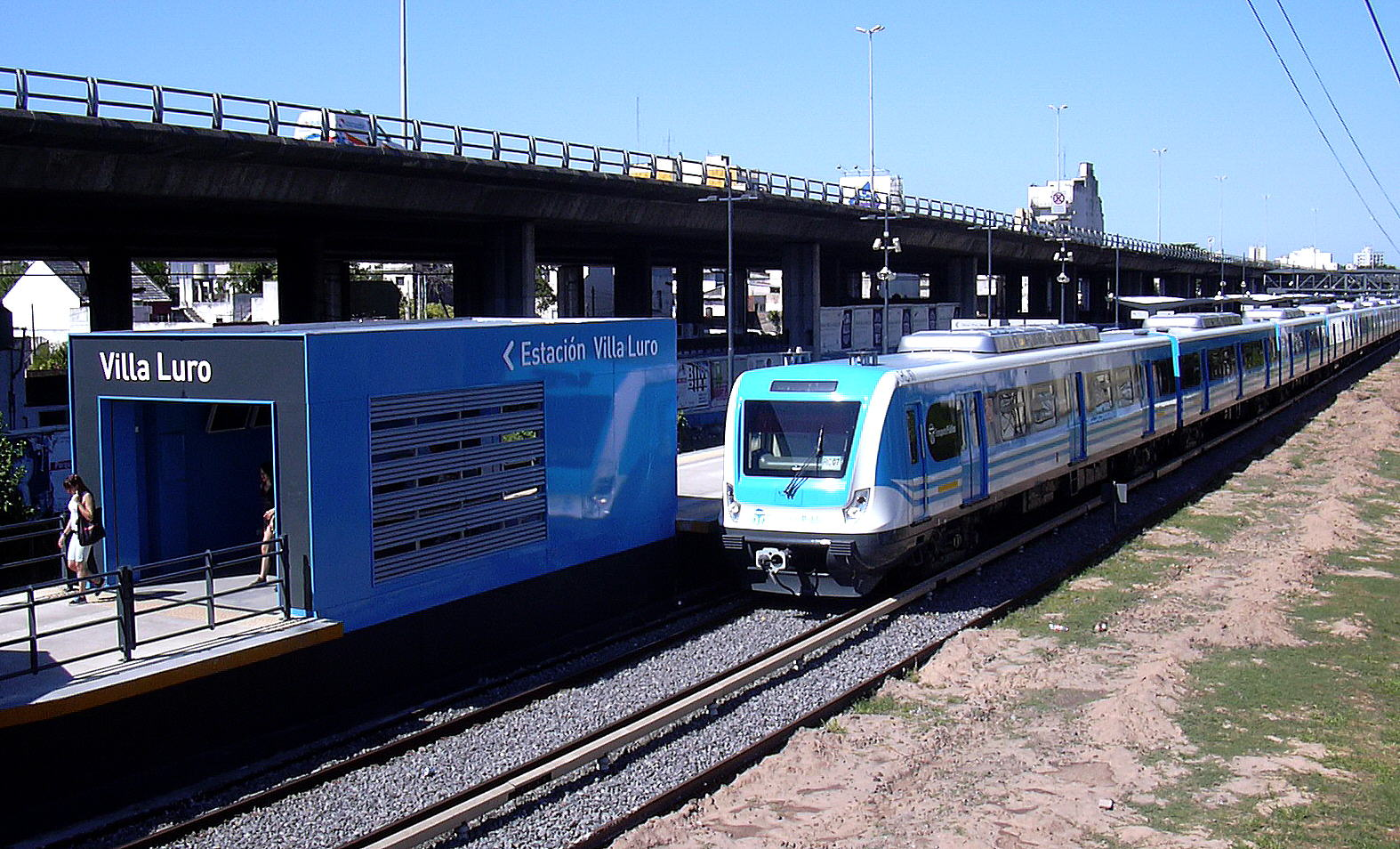
Coche CSR de la línea Sarmiento.

El Ferrocarril Domingo Faustino Sarmiento (FCDFS) sirve, con sus ramales de trocha ancha, buena parte de la región pampeana. Parte de la estación Once, ubicada en la zona de la Ciudad de Buenos Aires conocida popularmente por el mismo nombre, atravesando en su trayecto territorio de las provincias de Buenos Aires, La Pampa, Córdoba, San Luis y Mendoza. Formado a partir del Ferrocarril Oeste de Buenos Aires —inicialmente estatal, privatizado durante la gestión de Miguel Juárez Celman y reestatizado junto con las demás líneas por Juan D. Perón—, recibe su nombre en honor al político, escritor y educador argentino Domingo Faustino Sarmiento, presidente del país en el período 1868 - 1874.
El servicio de pasajeros en el área metropolitana de Buenos Aires, uno de los que más pasajeros transporta, está siendo operado por Trenes Argentinos Operaciones y dividido en tres ramales —uno eléctricos, Once - Moreno, y dos diésel, Moreno - Mercedes y Merlo - Lobos—. Trenes Argentinos Operaciones también tiene a cargo los servicios de trenes interurbanos. El transporte de cargas está adjudicado a Trenes Argentinos Cargas, desde noviembre de 2021 Roca.En julio de 2014 se comenzó a incorporar el nuevo material rodante, que cuenta con frenos ABS, sistema antiacaballamiento, cámaras de vigilancia en coches y cabinas de conductores con puertas transparentes, para que los pasajeros puedan verlos. También cuentan con aire acondicionado y puertas inteligentes en los vagones que impiden arrancar a la formación si están abiertas.
Ramales clausurados y/o levantados del FC Sarmiento:
1. Va Luro-Ing Brian
2. Va Luro-Versailles
3. Lujan-Basílica
4. Emp-Chivilcoy Norte
5. Quintana-Anderson
6. La Zanja-Sundblad[cita requerida]
7. Maza-Tres Lomas L1993

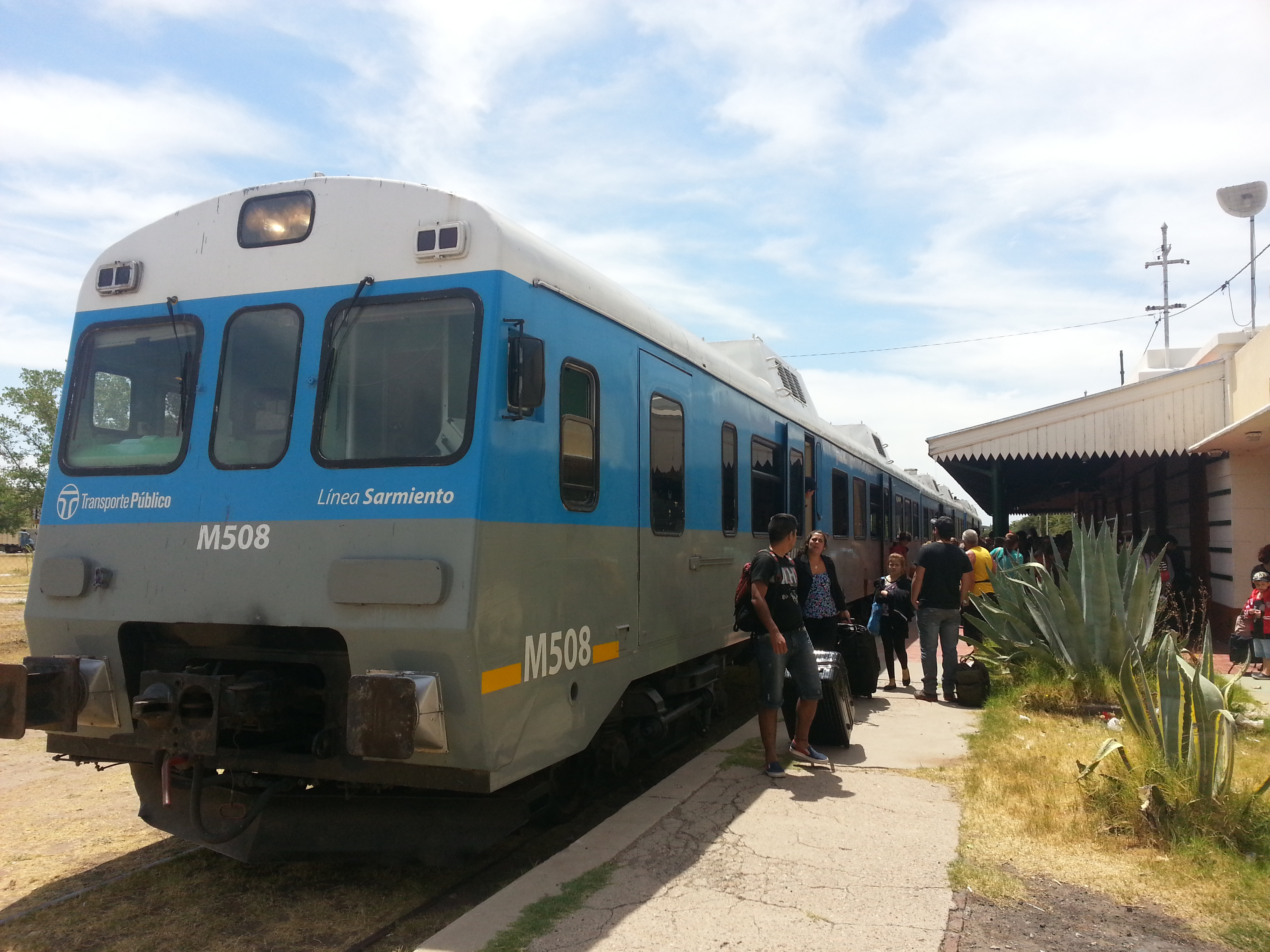
Serie 593 de Renfe en la Estación Santa Rosa.

8. Chamaico-Bowen en proceso de rehabilitación por consorcio FC Unión Pacífico
9. Cnia Alvear-Soitue C1961[cita requerida]

### Ferrocarril General Urquiza

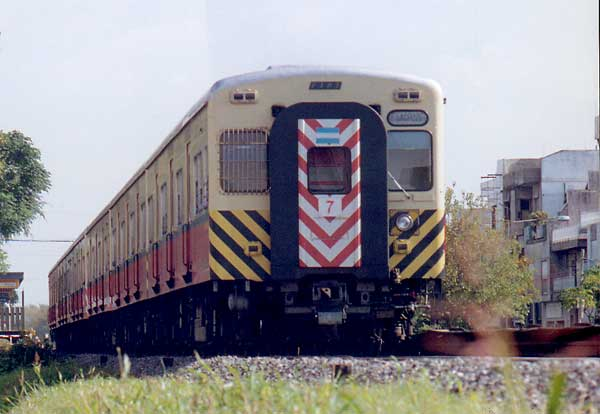
Tren suburbano del Ferrocarril Urquiza.

El Ferrocarril General Urquiza (FCGU), de trocha estándar (o universal), sirve a la región mesopotámica. Sus vías parten de la estación Federico Lacroze del barrio porteño de Chacarita y discurren por las provincias de Buenos Aires, Entre Ríos, Corrientes y Misiones, atravesando para ello el monumental Complejo Ferrovial Zárate - Brazo Largo sobre el río Paraná. Formado a partir de los ferrocarriles Central Entrerriano, Nordeste Argentino, Central Buenos Aires y Argentino del Este, recibe su nombre en honor a Justo José de Urquiza, militar y político argentino presidente de la Confederación Argentina entre 1854 y 1860.
En el área metropolitana de Buenos Aires la empresa Metrovías opera el ramal Federico Lacroze - General Lemos, totalmente electrificado. La empresa Trenes Especiales Argentinos (TEA) corrió entre 2004 y 2011 un servicio de larga distancia entre Federico Lacroze y Posadas capital de la provincia de Misiones. Luego de un conflicto, le fue revocada la concesión a TEA y entregada a Trenes de Buenos Aires (TBA), que también se encargó de la explotación del ramal a Uruguay. Al ser revocada la concesión a TBA, el servicio quedó suspendido. En la provincia de Entre Ríos existen servicios interurbanos operados por Belgrano cargas y Logística, concesionaria de cargas de la línea.
Ramales clausurados y/o levantados del FC Gral Urquiza:
1. Lynch - San Martín  clausurado en 1961
2. Rojas - 4 de febrero clausurado en 1961 y levantado en 1983
3. San Jaime - La Paz clausurado en 1967 y levantado en 1982
4. Nogoya - Victoria
5. Rosario del Tala - Las Colas
6. Gualeguay - Puerto Ruiz
7. Caseros - San Salvador  (rehabilitado de Caseros a Villa Elisa)
8. Ferrocarril Económico Correntino clausurado en 1969 y levantado en 1972
9. Emp km 95 - Zárate - Embarcadero

## Otros

### Subterráneo de Buenos Aires
En sentido amplio, también la red de subterráneos de la Ciudad de Buenos Aires puede ser considerada parte de la red ferroviaria argentina.

### Tren Patagónico (provincia de Río Negro)
Servicios Ferroviarios Patagónicos (SEFEPA) es una empresa pública argentina, propiedad de la provincia de Río Negro. Realiza servicio tanto de pasajeros como de cargas en la línea Roca de la red ferroviaria argentina, entre Viedma y San Carlos de Bariloche. También opera la sección rionegrina de La Trochita.

### Ferrocarriles en Chubut
Además de "La Trochita", que originalmente unía a Ingeniero Jacobacci en el medio de la estepa patagónica rionegrina con Esquel en la precordillera andinopatagónica de Chubut, 
la provincia de Chubut supo poseer las líneas Ferrocarril Central del Chubut y el Ferrocarril de Comodoro Rivadavia. El primero, inaugurado en 1899, y que llegó a unir Puerto Madryn con Trelew, fue en 1920 extendido hasta Las Plumas en el centro norte del territorio chubutense y cerrado en 1961. El segundo ferrocarril, más al sur, fue inaugurado en 1912. Comunicaba Comodoro Rivadavia -en la costa atlántica- con la localidad de Sarmiento -en el centro de Chubut, tuvo una gran importancia en el movimiento de cargas y pasajeros y fue clausurado definitivamente en 1978.

### Ferrocarriles en Santa Cruz
La provincia argentina de Santa Cruz posee dos importantes ramales ferroviarios:
- Al norte existió el ferrocarril Patagónico que comunicaba Puerto Deseado con Las Heras, es decir la costa atlántica con el centro-norte de Santa Cruz; tal ferrocarril tenía entre sus estaciones principales a Jaramillo y a Pico Truncado y, según los planes originales ordenados por la ley 5559, llegaría luego a la cordillera andinopatagónica hasta el Lago Nahuel Huapi, conectando así lugares como Bariloche, Esquel y Río Mayo con Puerto Deseado. Su extensión máxima llegó solo hasta los 283 km entre Puerto Deseado y Las Heras, más tres kilómetros correspondientes al ramal de acceso al puerto. Fue desactivado en 1978 y desde 2008 está siendo objeto de obras de rehabilitación a cargo del Gobierno Argentino. El Consorcio de Cooperación Ferrocarril Deseado (www.ferrocarrildeseado.org.ar) encara los planes para su puesta en operación, conectando los yacimientos petroleros y mineros con el puerto.

- El otro ferrocarril importante santacruceño es el Ramal Ferro-Industrial de Río Turbio (RFIRT), de trocha angosta (750 mm) perteneciente a YCF (Yacimientos Carboníferos Fiscales, actual YCRT) y que une los puertos de Río Gallegos y Punta Loyola con la mina de Río Turbio en la Cordillera de los Andes y en el límite con Chile. El tramo desde el km 9 hasta Río Gallegos fue levantado, quedando el acceso a Puerto Loyola con único enlace portuario. En dicha terminal portuaria se localizan las instalaciones de descarga de vagones completos. Este ramal fue casi totalmente desactivado durante los 1990s, pero está actualmente en actividad y en pleno proceso de modernización. La longitud del Ferrocarril Yacimiento Río Turbio-Punta Loyola es de 285 km.

### Tren de alta velocidad
Fue un proyecto de 2008 para finalizar la primera etapa en el 2012, uniría las ciudades de Buenos Aires, Rosario y Córdoba. Tras superar algunas fases de su tramitación, el proyecto fue suspendido.

## Ramales turísticos
Varios ramales específicos de las seis grandes líneas que forman la red ferroviaria son explotados por su atractivo turístico, prestándose servicios especiales a tal efecto.

### La Trochita

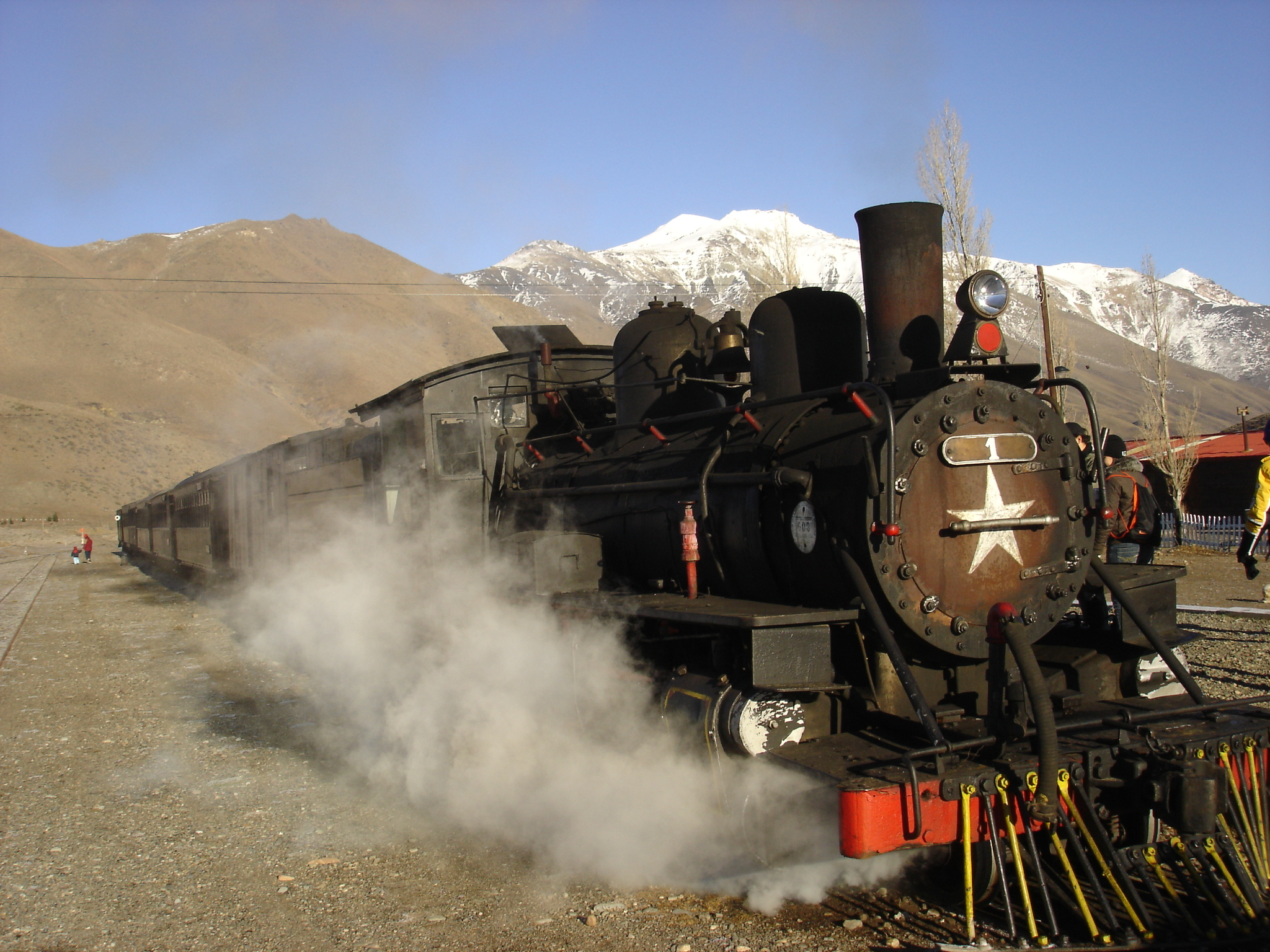
La Trochita del Ferrocarril General Roca.

Como "La Trochita" o "Viejo Expreso Patagónico" se conoce al ramal que une a las localidades de Ingeniero Jacobacci, en la provincia de Río Negro, con Esquel, en el Chubut. El ramal, de trocha de 75 centímetros y locomotoras a vapor, es reconocido internacionalmente tanto por ser uno de los últimos de su tipo en funcionamiento como por la belleza escénica de su recorrido. Pertenece a la red del Ferrocarril General Roca como todas las demás líneas de la Patagonia continental argentina.
La construcción del ramal, que inicialmente formaría parte de una red de trocha angosta mucho más extensa, comenzó en 1935 y demoró diez años, alcanzándose Esquel en 1945. Durante los primeros años funcionó exclusivamente para transporte de cargas, por lo que el servicio regular de pasajeros fue recién inaugurado en 1950. Desde entonces y hasta 1993, cuando el gobierno nacional lo clausuró, La Trochita funcionó en forma ininterrumpida. Sin embargo, el servicio fue continuado por los gobiernos provinciales de Chubut y Río Negro ante el potencial turístico que despertaba el ramal y los reclamos de los pobladores de la zona.

### Tren Histórico de Bariloche
El Tren Histórico Bariloche fue un servicio turístico prestado sobre el ramal Viedma - Bariloche del Ferrocarril General Roca con una locomotora a vapor de 1912 que partía de San Carlos de Bariloche y alcanzaba la localidad de Perito Moreno, a unos 25 kilómetros. Este servicio fue operado por la empresa Trenes Especiales Argentinos, quien también operaba el servicio conocido como "El Gran Capitán", que une la ciudad de Buenos Aires con Posadas, en Misiones. El Tren Histórico de Bariloche operó durante varios años, estando suspendido por problemas legales con la empresa de capitales brasileños, América Latina Logística, debido a la derivación de la titularidad del material rodante, entre otras cosas.

### Tren de la Costa

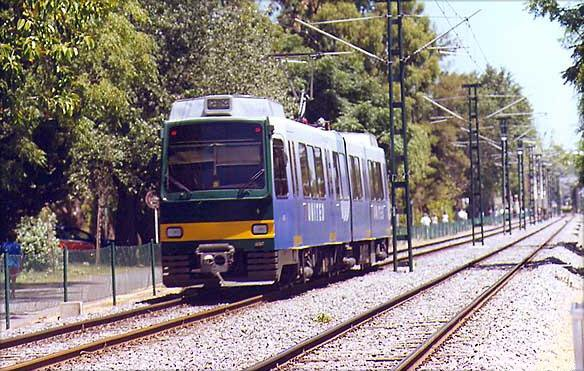
Formación del Tren de la Costa.

El Tren de la Costa es un ramal de 15,5 kilómetros que une las estaciones Maipú, en el partido bonaerense de Vicente López, y Delta, en el partido de Tigre. En su recorrido atraviesa barrios residenciales del Gran Buenos Aires mientras corre paralelo al Río de la Plata, cuya costa es observable a simple vista en algunos tramos del recorrido. El trazado de sus vías perteneció originalmente al Ferrocarril General Bartolomé Mitre.
Las vías del actual Tren de la Costa fueron tendidas a fines del siglo XIX por el Ferrocarril Buenos Aires y Rosario (FCByR), luego integrado al Ferrocarril Central Argentino, como parte de su ramal Retiro - Tigre. El ramal, conocido entonces como Tren del Bajo, fue electrificado en 1931 y prestó servicio de pasajeros hasta su cancelación parcial en 1961. Quedó operativo entre las estaciones Retiro y Bartolomé Mitre, pero sin actividad entre esta última y Delta —Tigre, inicialmente—, a raíz de que en ese sector competía directamente con otro ramal paralelo que contaba con mayor tráfico.
La vía quedó entonces muerta hasta su concesión en 1993 a un grupo privado que reformó la trocha —de ancha a estándar— y el sistema de tracción —de tercer riel a catenaria aérea— para finalmente reinaugurar el ramal en 1995 como un tren turístico de altas prestaciones con estaciones temáticas.
En junio del año 2013 el servicio es prestado por la empresa SOFSE del Estado Nacional, luego de ser reestatizada la línea.

### Tren de las Nubes

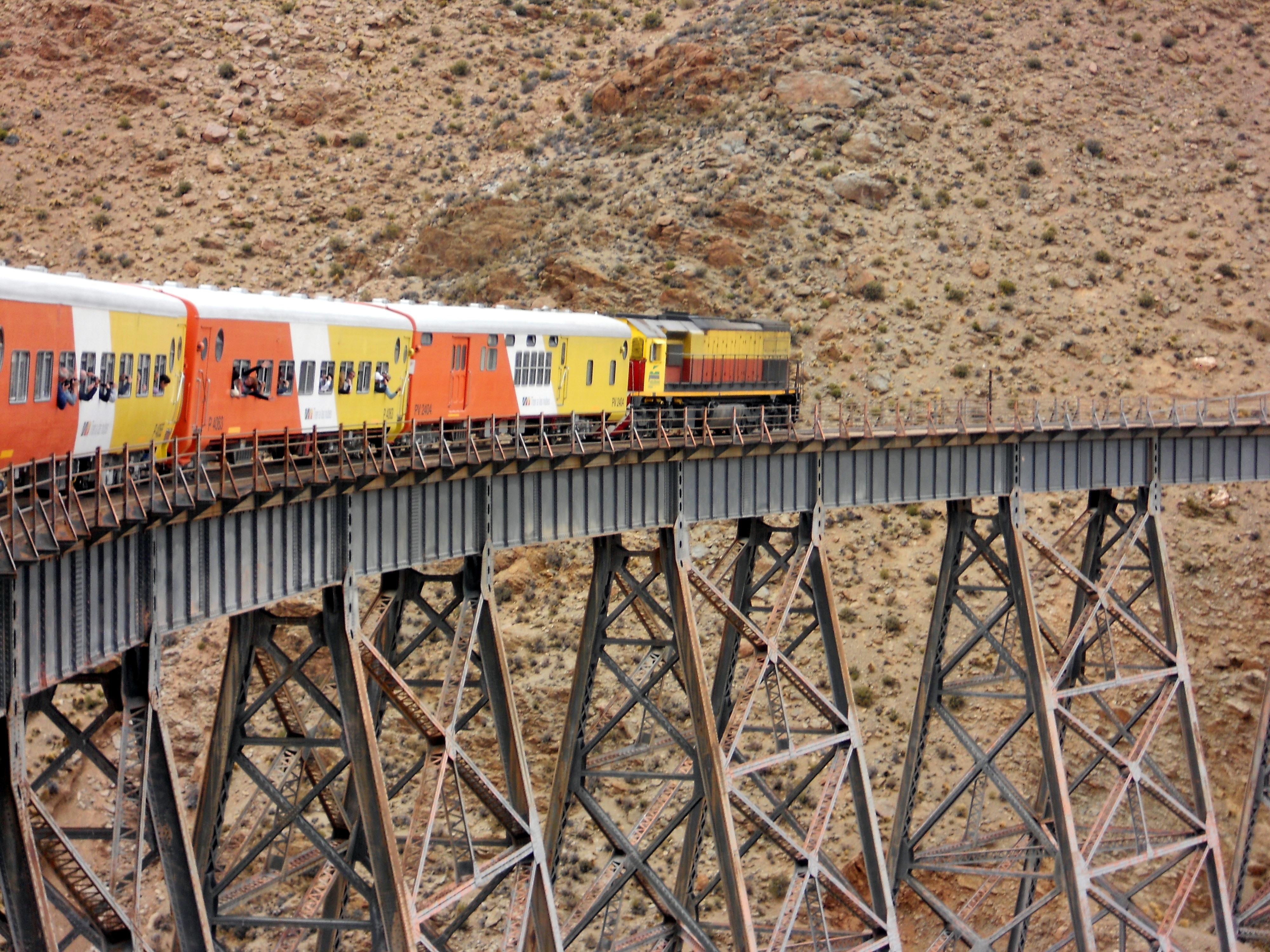
El Tren a las Nubes.

Como Tren de las Nubes o a las Nubes se conoce a un ramal de ferrocarril que une a la Ciudad de Salta atravesando el paso de Socompa, hasta la ciudad chilena de Antofagasta en la costa del Océano Pacífico. De trocha métrica y perteneciente al Ferrocarril General Belgrano, del cual es administrativamente su ramal C-14, es apreciado tanto por su recorrido —en partes del cual se superan los 4000 m s. n. m.— como por la obra de ingeniería que significó su construcción, que atraviesa la Quebrada del Toro, la Puna y la misma Cordillera de los Andes con un total de 29 puentes, 21 túneles, 13 viaductos, 2 tirabuzones y 2 zigzags. Especialmente célebre es el viaducto La Polvorilla, uno de los más altos del mundo y postal clásica de la línea.
La construcción del ramal comenzó en 1921 y finalizó recién en 1948, tras varias interrupciones por motivos técnicos y políticos —los primeros planes datan de 1899—. Sin embargo, más allá del servicio ordinario de pasajeros no existió un tren turístico diferencial hasta 1972, cuando las autoridades de Ferrocarriles Argentinos evidenciaron el potencial económico que escondía el Ferrocarril Huaytiquina, tal uno de sus nombres informales. El servicio, bajo el nombre comercial de Tren a las Nubes, funcionó hasta su cancelación en 1990. Al año siguiente el gobierno salteño lo concesionó a un operador privado que lo operó hasta 2005, cuando el contrato fue rescindido y vuelto a licitar. Desde 2015 el tren turístico se aborda en la localidad de San Antonio de los Cobres y desde allí se realiza el recorrido hasta el Viaducto la Polvorilla.

### Tren de las Sierras

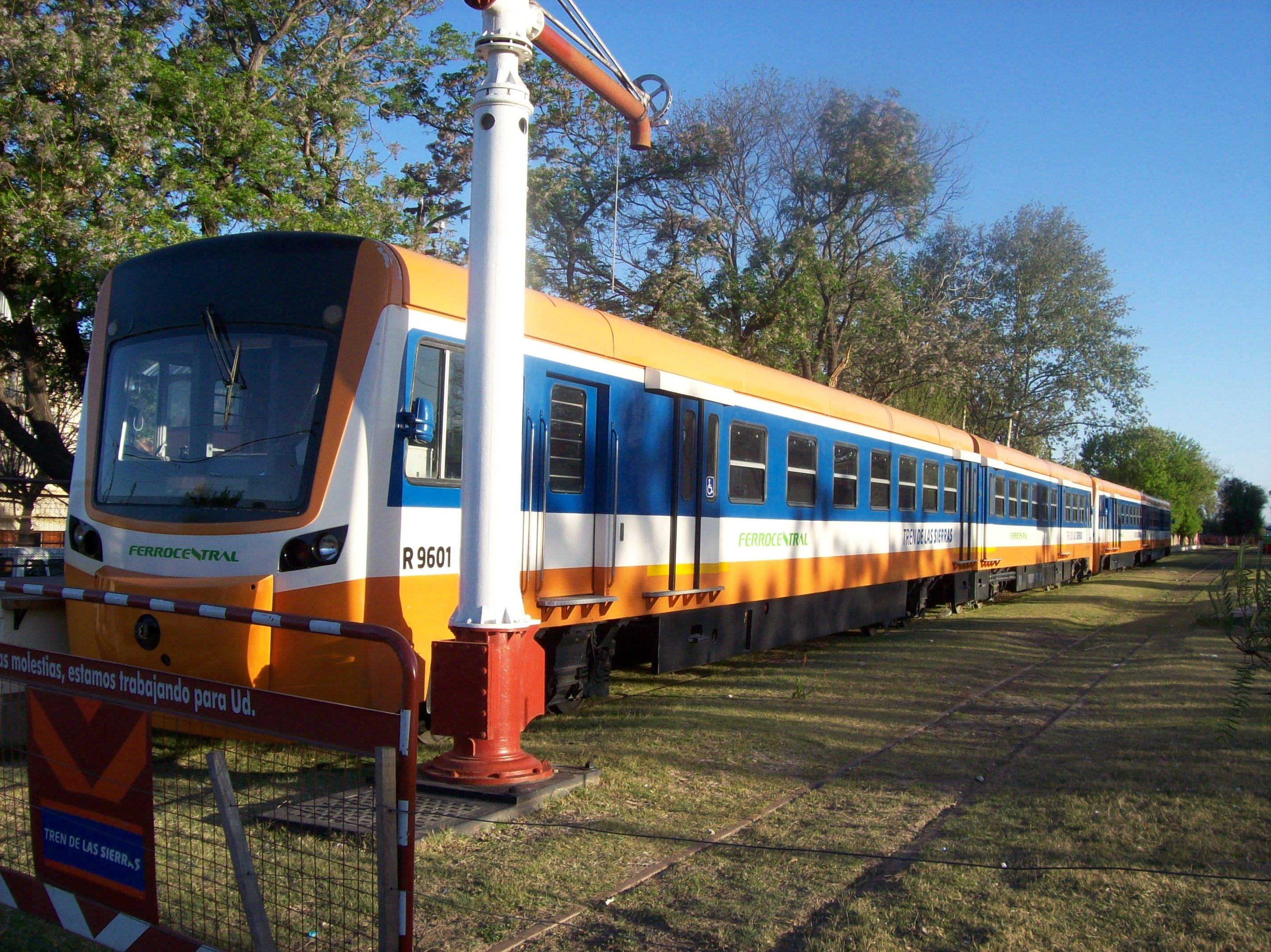
Formación del Tren de las Sierras en la Estación Cosquín.

Como Tren de las Sierras se conoce a una línea de ferrocarril de trocha métrica que une a la estación Rodríguez del Busto, en la Ciudad de Córdoba, con la turística localidad de Cosquín. Atraviesa en su trayecto por las Sierras de Córdoba una serie de túneles y puentes a la vez que pasa por muchos atractivos turísticos del Valle de Punilla mientras bordea los ríos Primero y Cosquín, entre otros. Administrativamente se trata del ramal A-1 del Ferrocarril General Belgrano.
Las vías que hoy conforman el Tren de las Sierras fueron inauguradas en 1892 y sirvieron inicialmente como medio de transporte de cargas entre Córdoba y Cruz del Eje. Posteriormente se inauguraron servicios regulares de pasajeros, hasta que el ramal fue cancelado en 1977 como parte de una reestructuración y reducción significativa de la red ferroviaria encarada por la dictadura militar de entonces. En 1993, sin embargo, el gobierno de la provincia de Córdoba decidió darle uso turístico y lo licitó a una empresa privada, Ferrocarril Córdoba Central, que lo operó por algunos años hasta que fue rescindido el contrato de concesión. 
En 2007 el Tren de las Sierras fue reabierto, esta vez operado por la empresa Ferrocentral (conformada por Ferrovías y Nuevo Central Argentino). En la primera etapa, el servicio era prestado entre las estaciones Rodríguez del Busto (ciudad de Córdoba), y La Calera. Actualmente se amplió el recorrido, prestándose entre Rodrigez del Busto y Cosquín. En sucesivas etapas, conforme avance su rehabilitación, llegará a Capilla del Monte y Cruz del Eje.

### Tren del Fin del Mundo

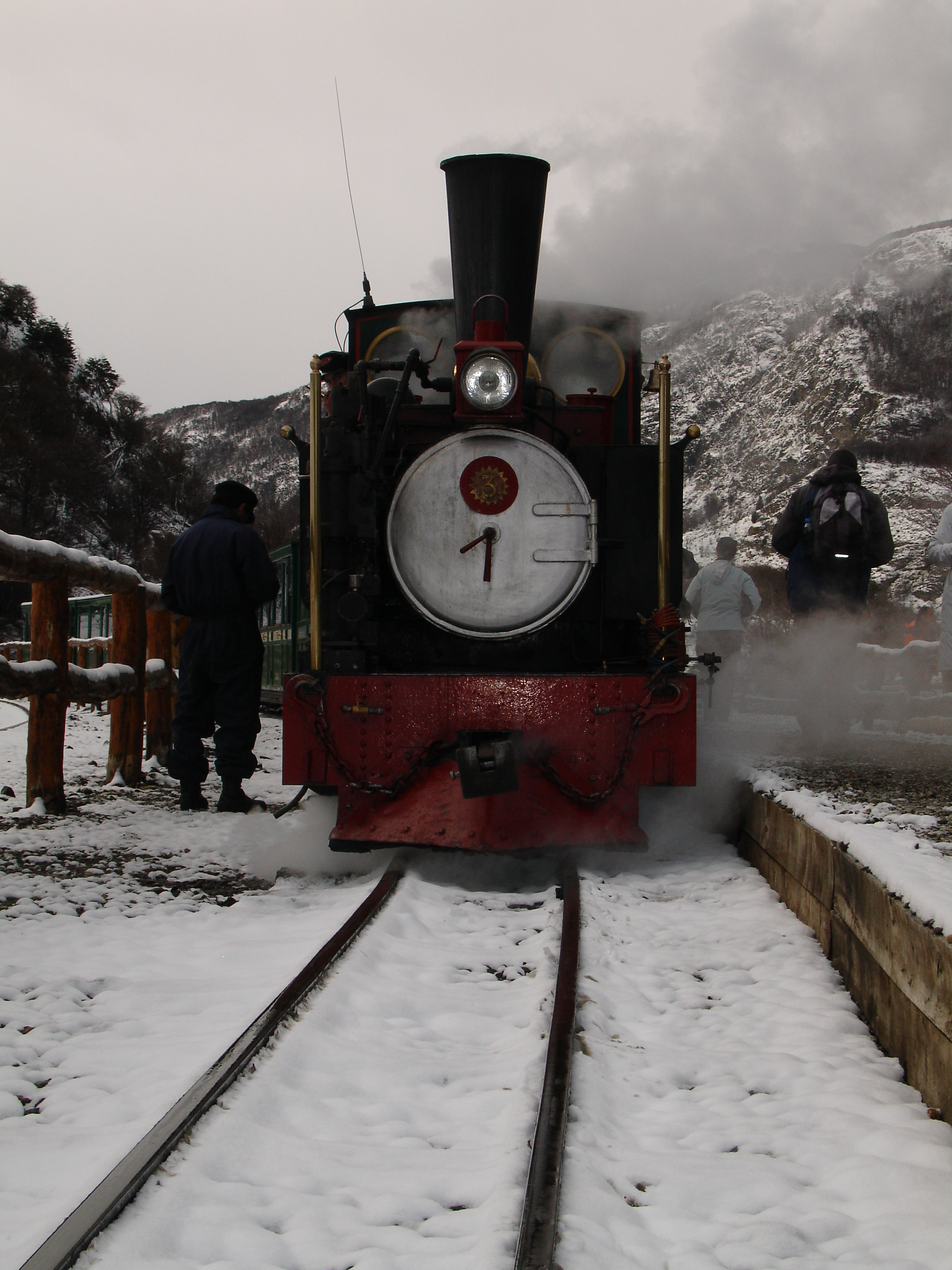
Locomotora del FCAF en Cascada Macarena

El Ferrocarril Austral Fueguino (FCAF), también denominado Tren del Fin del Mundo y Tren de los Presos, es un ferrocarril de trocha angosta —60 centímetros— que recorre unos pocos kilómetros entre las proximidades de Ushuaia y el interior del parque nacional Tierra del Fuego, en la provincia homónima. No forma parte oficialmente de ninguna de las seis líneas ferroviarias, habiendo sido siempre operado en forma separada al resto.
Fue construido a partir de 1909 con el objetivo principal de transportar a los internos del Penal de Ushuaia hacia los montes cercanos para talar árboles y transportar la madera. La clausura del penal en 1947 derivó en el cancelamiento del ramal pocos años más tarde, en 1952, al tornarse inviable su operación. Sin embargo, el auge del turismo en la región llevó a su reacondicionamiento por parte de un consorcio privado que lo opera en forma turística desde 1994 con locotomotoras de vapor, modificadas con respecto a su eficiencia e impacto ambiental por Ing. Shaun T. Mc Mahón entre 1999 y 2004, entre las estaciones Fin del Mundo, Cascada Macarena y Del Parque —las últimas dos dentro del parque nacional—.

### Ramales menores

#### Tren Ecológico de la Selva
El Tren Ecológico de la Selva es un pequeño ferrocarril turístico que funciona en el ámbito del parque nacional Iguazú. Propulsado por un motor de explosión alimentado con gas GLP, y más recientemente incorporando 3 locomotoras eléctricas a baterías, realiza servicio de pasajeros entre el Centro de Visitantes y las estaciones Cataratas y Garganta, en cercanías de las Cataratas del Iguazú, recorriendo un total de 7 kilómetros (cerca de cinco millas).
Es el principal medio de acceso a las distintas pasarelas que componen el recorrido tradicional del Área Cataratas.

## Descripción de la red ferroviaria argentina

### Por el tipo de vía
Por el tipo de vía, en Argentina se distinguen seis tipos:
- Vía única no electrificada
- Vía única electrificada
- Vía doble no electrificada
- Vía doble electrificada
- Vía cuádruple electrificada
- Vía doble liviana (Tranvía del Este)

### Anchos de vías
Anchos de vías de los servicios ferroviarios operativos en Argentina.

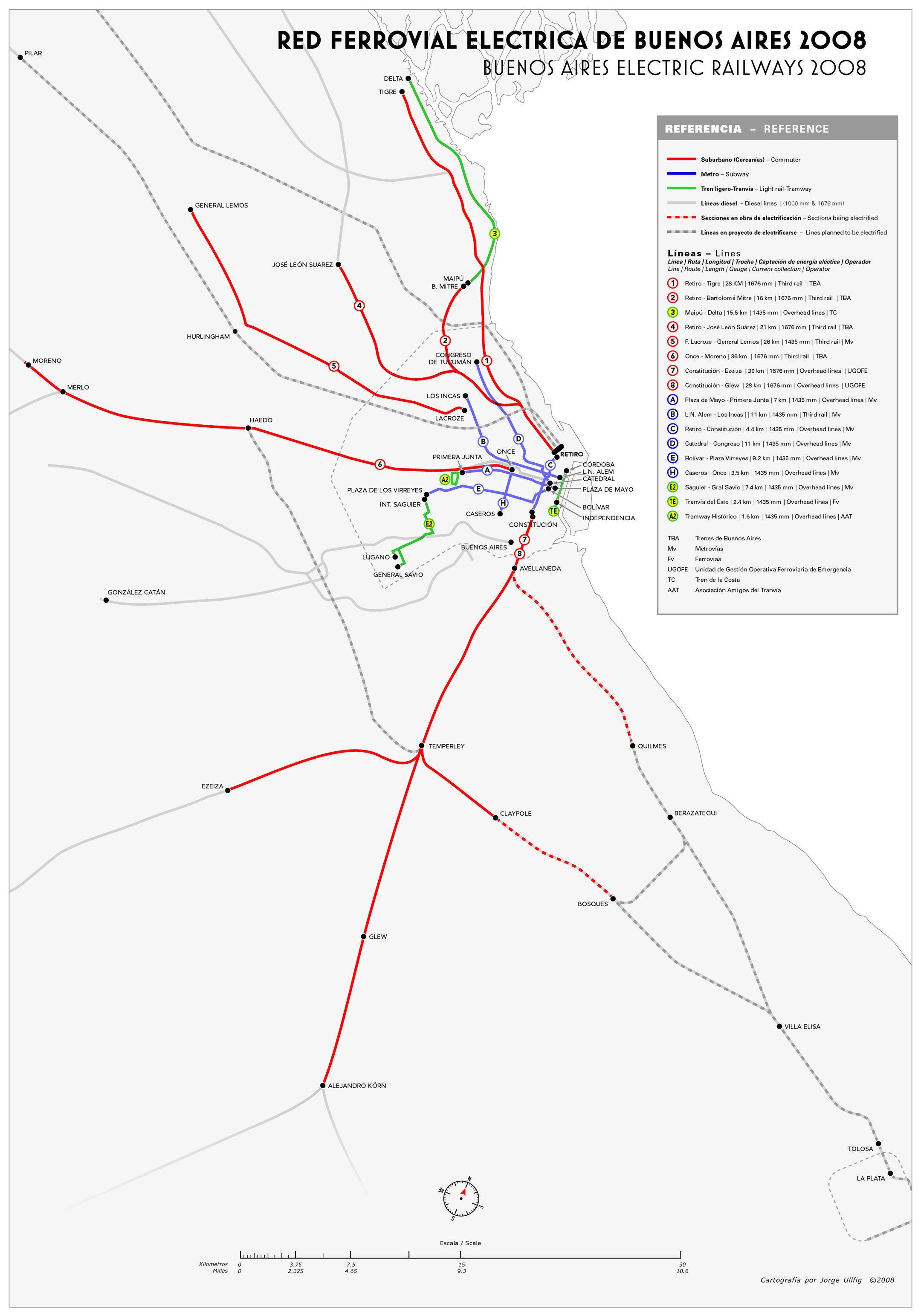
Red de ferrocarriles eléctricos del Gran Buenos Aires (AMBA) incluyendo la red de Subterráneos de Buenos Aires, 2008

|                     | Ancho   | Nombre         | Red |
| ------------------- | ------- | -------------- | --- |
| Vía estrecha        | 260 mm  |                | Tren Turístico Ferrocarril Económico Sud |
| Vía estrecha        | 500 mm  |                | Tren del Fin del Mundo (600 mm originalmente) |
| Vía estrecha        | 600 mm  | 600 mm         | Tren Ecológico de la Selva |
| Vía estrecha        | 750 mm  |                | Viejo Expreso Patagónico (La Trochita) y Ramal Ferro Industrial de Río Turbio                                                                                 |
| Vía estrecha        | 1000 mm | Ancho métrico  | Ferrocarril General Belgrano |
| Ancho internacional | 1435 mm | Ancho estándar | Ferrocarril General Urquiza, Subte de Buenos Aires, Premetro, Tren de la Costa, Metrotranvía de Mendoza, Tramway Histórico de Buenos Aires y Tranvía del Este |
| Vía ancha           | 1676 mm | Ancho indio    | Ferrocarril General Bartolomé Mitre, Ferrocarril General Roca, Ferrocarril General San Martín y Ferrocarril Domingo Faustino Sarmiento                        |

## Accidentes notables
- El primer gran accidente del que se tiene registro ocurrió en 1927, en la llamada tragedia de Alpatacal. En este desastre 27 personas murieron cuando una formación chilena que transportaba cadetes militares del Ejército Chileno descarriló en la Provincia de Mendoza.
- En enero de 1935, un tren con obreros cae desde un puente al río en la ciudad de  Frías, Provincia de Santiago del Estero. Murieron 18 trabajadores.
- A finales del año 1948, un camión que transportaba decenas de veraneantes con destino a las costas de San Isidro, Provincia de Buenos Aires, es arrollado por una formación de pasajeros en las vías actuales del Tren de la costa en dicha ciudad bonaerense. De las más de setenta personas que transportaba el camión mueren 44.
- En el año 1953 un tren de pasajeros proveniente de las playas de Rada Tilly con destino a la localidad de Comodoro Rivadavia descarrila y cae desde un acantilado de 50 metros de profundidad. Mueren al menos 36 personas.
- En noviembre de 1958 se produce un accidente entre dos trenes que circulan por las mismas vías en el barrio de Palermo. Los trenes con destino a localidades del norte de la Provincia de Buenos Aires chocan entre sí mientras uno estaba detenido en las vías. El último vagón trasero queda destruido y mueren 22 pasajeros.
- En 1962, un colectivo escolar es embestido por un tren en el barrio porteño de Villa Soldati causando la muerte de 42 personas, la mayoría menores de edad.
- Otro accidente ocurrió en 1964, en la denominada la tragedia de Altamirano, donde 34 personas mueren como resultado del choque del tren de pasajeros «El luciérnaga» con uno de cargas que esperaba el cruce en la vía auxiliar de la estación. Ese tren, que efectuaba el servicio nocturno entre Mar del Plata y Buenos Aires, protagonizaría otro accidente trágico, casualmente cerca de Altamirano, en el año 1981, razón por la cual su nombre fue eliminado del diagrama de servicios.
- En 1970 se produce el accidente ferroviario de Benavídez, en donde 236 personas murieron cuando colisionaron un tren de pasajeros proveniente de Tucumán y otro, también de pasajeros, que se encontraba detenido por fallas mecánicas en las cercanías de Benavídez (Provincia de Buenos Aires). El accidente, se produjo por un error de señalización cometido por el personal de la estación Benavídez. Es el peor accidente en términos de víctimas mortales.

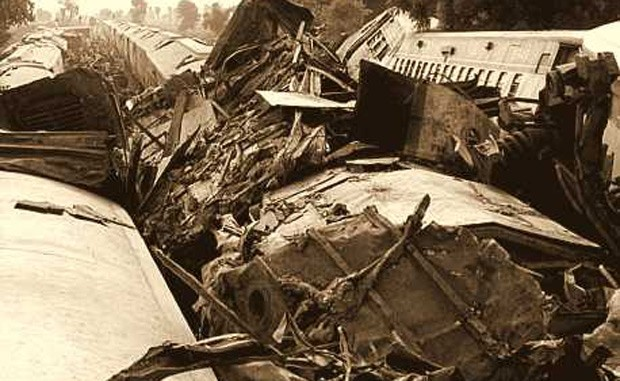
En 1970, la localidad de Benavídez fue testigo de la mayor tragedia férrea del país.

- Un accidente ocurre en el año 1975 en la ciudad de Paraná. Un tren de pasajeros de la línea Urquiza embiste a 2 vagones de un tren de carga que habían descarrilado anteriormente. Mueren unas 10 personas al incrustarse varios metros el primer vagón con el otro de cargas.
- A finales de septiembre del año 1975  dos formaciones de pasajeros se estrellan mientras una esperaba las señales de paso a pocos metros de la Estación Río Luján. El fuerte impacto destroza casi 4 vagones y provoca la muerte de 32 pasajeros.
- Años más tarde, en 1978, la localidad de Sa Pereira es testigo de otro accidente ferroviario: 55 muertos cuando un tren de pasajeros del FFCC Mitre descarrila luego de chocar contra un camión. Es hasta el momento, la segunda mayor tragedia sobre vías en el país.
- En marzo de 1981 se produjo el accidente de "El Luciérnaga", que había partido desde Mar del Plata rumbo a la Estación Constitución de la ciudad de Buenos Aires, cuando chocó a un tren de carga con combustible que anteriormente había descarrilado a pocos km de la localidad de Brandsen. El tren impactó al vagón a una velocidad de 120 km/h. En el hecho fallecieron 34 pasajeros.
- En octubre de 1982 se produjo otra catástrofe en las vías; en el llamado accidente de Quilmes murieron 20 personas cuando un tren de pasajeros procedente de Ranelagh y otro procedente de La Plata, que se dirigían a Plaza Constitución, chocaron a menos de 1 km de la estación Quilmes.
- El 31 de octubre de 1984 se produjo el accidente ferroviario de San Justo. En el paso a nivel de la avenida Provincias Unidas (Ruta Nacional 3) ubicado en la localidad de San Justo, partido de La Matanza, un colectivo de la línea 620 repleto de usuarios, y que zigzagueó las barreras bajas, fue arrollado por un tren de pasajeros del Ferrocarril Domingo Faustino Sarmiento que se dirigía hacia la estación San Justo. El colectivo quedó destruido al igual que el frente del CAU (Coche Auxiliar clase Única) FIAT7131. 48 personas murieron en el peor accidente entre un ómnibus y un tren de pasajeros ocurrido en la historia del país.
- En 2008, una formación de pasajeros perteneciente a Ferrobaires protagonizó una colisión contra un ómnibus de larga distancia que cruzó el paso a nivel con las barreras bajas, en la localidad bonaerense de Dolores. En este accidente fallecieron 18 personas.
- En septiembre de 2011 se produjo el accidente ferroviario de Flores. Once personas murieron cuando un colectivo de la línea 92, que cruzó con la barrera semi-baja y el sistema de advertencia fonoluminoso en funcionamiento, fue embestido por una formación de la línea Sarmiento que descarriló de las vías e impactó en otra formación ferroviaria de pasajeros en la estación Flores de la ciudad de Buenos Aires.
- El 2 de noviembre de 2011, un tren de cargas de la línea San Martín, entonces operada por la concesionaria América Latina Logística (ALL), arrolló a un micro escolar en un paso a nivel en Zanjitas, Provincia de San Luis. Ocho personas, seis alumnas y dos docentes, murieron en el acto, en lo que constituyó la peor tragedia de la historia de la provincia.[47]

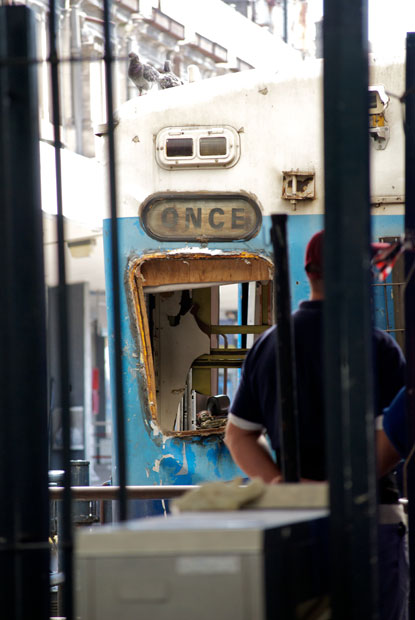
En 2012, el accidente de Once deja 51 muertos y más de 700 heridos.

- En febrero de 2012 ocurrió, en la estación Once de Buenos Aires, el accidente ferroviario de Once, el tercero más grave en cantidad de víctimas, cuando una formación de la línea Sarmiento impactó contra el paragolpes del andén. 51 personas murieron cuando el segundo vagón se incrustó varios metros dentro del primero. Hubo más de 700 heridos.
- El 1 de julio de 2016 un tren de Ferrobaires impactó a baja velocidad contra un carguero que se encontraba detenido cerca de la estación Rawson, del Ferrocarril San Martín, con un saldo de 25 heridos y dos de extrema gravedad.[48]